# 魔法少女まどか☆マギカのキャラクター一覧
魔法少女まどか☆マギカのキャラクター一覧（まほうしょうじょまどかマギカのキャラクターいちらん）は、『魔法少女まどか☆マギカ』およびその外伝作品である『魔法少女おりこ☆マギカ』、『魔法少女かずみ☆マギカ 〜The innocent malice〜』、『魔法少女たると☆マギカ The Legend of "Jeanne d'Arc"』、『魔法少女すずね☆マギカ』、『マギアレコード 魔法少女まどか☆マギカ外伝』に登場するキャラクターの一覧である。
担当声優は各メディアミックス作品で共通のもの。漫画版にのみ登場するキャラクターは『マギアレコード』で初めて声が設定されている。

## 魔法少女まどか☆マギカに登場するキャラクター

### メインキャラクター
本作品における魔法少女とは、「どんな願いでも1つだけ叶える」ことと引き換えにキュゥべえと契約を結び、魔法の力を使って魔女と戦う使命を課せられた存在である。魔法少女の能力は叶える願いの内容にも影響され、劇中においては恭介の手のケガを治すことを願ったさやかは治癒能力、命を繋ぎ止めることを願ったマミは変幻自在のリボンによる拘束魔法、といった具合に願いの内容に関連する能力が発現している。
魔法少女たちには個別のイメージカラーがあり、それぞれの髪、瞳、所有するソウルジェムの色に反映されている。魔法少女の名前は風変わりな響きになることを意図して、女性名に聞こえるような姓をつけるという縛りが設けられている。
鹿目 まどか（かなめ まどか）
声 - 悠木碧
本作品の主人公。一人称は「わたし」。中学2年生の平凡な少女だが、魔法少女としては途方もない素質を持っており、執拗にキュゥべえから契約を迫られることになる。
当初は一見華やかではある魔法少女に夢を見ていたものの、マミの死やソウルジェムの真実など、魔法少女の実態に直面するたびにその認識を改めていき、魔法少女としての契約に踏み出せない自分の臆病さに迷いながらも、「当事者になれない傍観者」という立場で他の魔法少女に干渉していく。最終的にはその中で自身の真の願いを見出し、魔法少女の悲劇を終わらせるためにキュゥべえとの契約を決意する。
本編の登場人物の中では唯一誕生日が設定されており、10月3日となっている。
暁美 ほむら（あけみ ほむら）
声 - 斎藤千和
第1話でまどかのクラスへ転校してきた魔法少女。一人称は「私」。まどかに対して、謎めいた警告と助言を繰り返す。
劇中でその内面や過去などの秘密が明かされていくと共に、印象が二転三転していく登場人物。
その正体は本編とは異なる未来の「時間軸」から来た、まどかの友人。最強の魔女「ワルプルギスの夜」との戦いで戦死するまどかを救うため、「時間操作」の魔法を操り、何度も同じ期間を繰り返し（やり直し）ている。しかしその行為は彼女の意に反し、最高の魔法少女にして最悪の魔女となる素質をまどかに持たせる、という結果に繋がっていた。
本作品のファンからは「ほむほむ」という愛称で呼ばれている。
美樹 さやか（みき さやか）
声 - 喜多村英梨
まどかの同級生にして親友で、まどかと共に魔法少女の世界に足を踏み入れる。一人称は「あたし」。
治療不可能な怪我によってバイオリン奏者になる夢を絶たれた恭介を救うため、マミの死後、キュゥべえと契約を交わして魔法少女となる。
魔法少女となった当初は戦うことへの自信に溢れ、劇中において物語を牽引する「第二の主人公」としての立場を担う。しかし契約により自分が人間ではないものに変質していた事実を知り、さらに恭介と親友の仁美との三角関係に直面したことが彼女を追い詰め、急速にソウルジェムに穢れを溜め込み、ついには「人魚の魔女」へと変貌してしまう。こうした最期は物語の残酷さを象徴するような、劇中における悲劇のヒロインとしての役割が意図されている。
巴 マミ（ともえ マミ）
声 - 水橋かおり
見滝原中学校3年生で、まどかやさやかの先輩でもあるベテランの魔法少女。一人称は「私」。
魔女の結界に巻き込まれたまどかとさやかの窮地を救い、2人の相談役となり、魔法少女の存在と契約することの覚悟を説く。
魔法少女の中では珍しく、他者を魔女とその使い魔の脅威から守るという信念で戦い続け、その姿がまどかとさやかに大きな影響を与える。第3話の「お菓子の魔女」との戦闘において、まどかとさやかの眼前で凄惨な最期を遂げる。
魔法少女の象徴的な人物であり、彼女の退場によって物語の本質が明かされる。
佐倉 杏子（さくら きょうこ）
声 - 野中藍
マミの死後、見滝原を自分の縄張りにするために現れた魔法少女。一人称は「あたし」。
自分と同じく「他人のための祈り」から魔法少女になったさやかに、強い関心と反発を抱いていたが、両者は根本的には似た者同士でもあり、徐々に助言を与えるなど気にかけるようになる。
魔女化したさやかを人間に戻す手段がないことを信じず、さやかを救おうとまどかと共に「人魚の魔女」に立ち向かうが、その願いは通じず、最期は自爆魔法により「人魚の魔女」を道連れに戦死する。
最初は悪役のように登場するが、退場間際には良心的存在となっていく役回りの人物。
キュゥべえ
声 - 加藤英美里
「魔法の使者」を名乗る、マスコットのような外見の四足歩行動物。その正体はインキュベーターと呼ばれる、地球外生命体の端末。一人称は「僕」。
少女の願いを1つ叶える代わりに魂をソウルジェム化し、魔法少女へと変化させる「契約」を交わす役目を持つ。
物語当初は魔法少女たちに対して友好的な態度で接し、様々な助言を与えるが、その目的は宇宙の寿命を延ばすため、地球人の少女を消耗品として利用しエネルギーを搾取することにあり、自分たちの種族全体が存続するためなら常に合理的な判断を下す。
視聴者の間では、キュゥべえの言葉巧みに魔法少女たちを翻弄する話術が話題となり、印象的なセリフは流行語にもなった。インターネット上では視聴者から「QB」などと略称された。

### 見滝原中学校の生徒・教師
まどか、ほむら、マミ、さやか、キリカ、杏子（新編のみ）、まばゆが通う学校の関係者。
上条 恭介（かみじょう きょうすけ）
声 - 吉田聖子
さやかが想いを寄せる幼なじみ。しかし彼女から恋愛感情を寄せられていることには気がついておらず、その近すぎる関係もあって異性としての意識にも乏しい。
かつては将来有望とその資質を認められるヴァイオリニストだったが、事故で指が動かなくなって演奏できなくなり、病院でリハビリを受けていた。医師からは「現代の医学では指の回復の見込みはない」と宣告され、絶望のあまりに自暴自棄になるが、見かねたさやかが魔法少女になる契約の代償に、その回復を願ったため、指を動かせるようになる。
退院してからは松葉杖を使って登校するようになるが、急な退院でもありその忙しさもあって、さやかの献身や悩み事には気がつかないまますれ違いを続け、仁美に告白されたことでさやかを追い詰めることとなった。一連のエピソードはアンデルセンの童話『人魚姫』がモチーフとなっており、恭介は人魚姫から想いを寄せられる王子の役回りである。再構成された世界では、さやかの消滅間際に、彼女の存在を探すかのような素振りを若干見せた。
なお脚本を担当した虚淵は、恭介は恋人より音楽を優先するような男であろうから、彼と結ばれたとしても、さやかはあまり幸せにはなれなかったのではないかとも推測している。姓は、当初は苗字が「上條」と表記されていたが、第7話ED・コミカライズ版でも後に修正された。
志筑 仁美（しづき ひとみ）
声 - 新谷良子
まどかとさやかの親友。習い事を掛け持ちするお金持ちのお嬢様で、たびたびラブレターをもらうなど男子からの人気も高い。穏やかな性格のおっとり系だが、まどかとさやかを恋仲と勘違いしたりするなど天然ボケな一面を持っている。第4話では「ハコの魔女」の被害に巻き込まれかけ、さやかに命を救われたが、本人はその事を知らずにいる。魔法少女事情を知らない一般人で、魔法少女が失ってしまった「日常」を象徴する存在である。
以前から恭介を慕っており、さやかが退院した恭介へ、告白はおろか一向に話しかけようとしないのを見て、友人相手に抜け駆けはしたくないという想いから、自分の気持ちをさやかに明かし、さやかには先を越す権利があると、「明日の放課後に告白する」と宣言する。その後、さやかが告白に出なかったために実際に恭介に告白し、親しげに会話を交わしていた。親友であり恭介の幼なじみでもあるさやかに気を遣っての行為だったのだが、さやかの身に起きている事情を何も知らなかったために、一連の行為が逆にさやかの精神を追い詰める結果になってしまう。その後、さやかの死を知った際には、激しく落ち込んでいたことが詢子と和子の会話で語られている。再構成された世界で恭介と交際する。『[新編] 叛逆の物語』では恭介とのすれ違いからナイトメアになる。
[魔獣編]ではさやかの死後、杏子と邂逅しさやかの失踪の真実を伝えられ、魔獣サヤカを目撃する（一般人には本来魔獣は視認出来ないが、サヤカは人間に化けていた為か、人間である仁美にも視認出来た模様）。
早乙女 和子（さおとめ かずこ）
声 - 岩男潤子
まどかたちの担任。担当教科は英語。婚期を焦っているが、彼氏と長続きしないことが悩みで、ホームルームや授業の内容にもそれが反映される。目玉焼きが半熟か固めかで揉め、3か月続いた交際相手と別れたこともある。一見頼りない教師のようだが、生徒たちのことはよく気遣っている。まどかの母である詢子とは昔からの親友で、第11話では教育者としての悩みを打ち明け合う場面も描かれている。『[新編] 叛逆の物語』ではまどかの母である詢子から「理想が高すぎる」と評されている。
中沢（なかざわ）
声 - 松岡禎丞
テレビ版1話と『[前編] 始まりの物語』で早乙女和子から質問された、最前列のほむらの左隣の席の男子生徒。テレビ版7話と『[後編] 永遠の物語』で上条恭介と会話している描写がある。『[新編] 叛逆の物語』では、早乙女先生やまどかの家族同様に取り込まれた数少ない一般の人間である。そのため、ほむらの視点では他の生徒の顔が赤く潰されている中、彼には表情がある。

### まどかの家族
脚本を担当した虚淵は、家庭環境の描写は魔法少女ものというジャンルに欠かせない約束事であるという発想から、劇中の要所にまどかの家族の描写を入れた。それに対して劇中でほむらの家庭環境にまったく言及されないのは、ほむらが魔法少女の約束事から外れた存在であるためである。
鹿目 詢子（かなめ じゅんこ）
声 - 後藤邑子
まどかの母。やり手のキャリアウーマンで、本人の見立てでは社長の座も充分に狙えるらしい。夫の知久によれば仕事が好きなのではなく、頑張ることが好きなのだとされる。言葉遣いはスケ番並みに悪いものの、鹿目家の大黒柱として家族全員に深い愛情を抱き、大人としての見地からまどかに道を示していく。酒好き（特に洋酒）で、将来大人になったまどかと酒を飲みながら語らい合う日を楽しみにしている。朝が弱く、毎朝まどかに起こしてもらっている。まどかの担任である和子とは昔からの親友同士で、彼女の恋愛遍歴を気に掛けている。
ワルプルギスの夜の襲来時はまどかを引き留めるが、その決意が強固であることを確かめると彼女を見送る。新たに再構成された世界では娘が存在した記憶もないが、「まどか」という名前や持ち物を懐かしむ気持ちだけは微かに残っている。
鹿目 知久（かなめ ともひさ）
声 - 岩永哲哉
まどかの父で専業主夫。優しく穏やかな性格で、詢子を心から尊敬して陰から支えていくことに誇りを持っている。
鹿目 タツヤ（かなめ タツヤ）
声 - 水橋かおり
まどかの弟で幼稚園に通う3歳児。愛称は「たっくん」。天真爛漫で姉・まどかのことが大好き。言葉はまだ流暢に話せずにいる。
ワルプルギスの夜襲撃時の避難を「キャンプ」と勘違いしていた。
新たに再構成された世界でもまどかを認識しており、まどかの絵を描いているが、周囲からは、この年代の子供によくある「見えない友達」の一種として見られている。

### その他
ショウ
声 - 飛田展男
第8話で、さやかが乗り合わせた電車の乗客。ホストをしており、女性からいかに徹底的に金を搾り取るかを同僚のホスト（声 - 三木眞一郎）と嬉々として語りあっていた。魔法少女としての活動に心身共に疲れ果てていたさやかは、これを耳にして「彼らを含めた世界」を守る意義を見失うことになる。
コミカライズ版ではさやかが電車から降りる際に血塗れの剣を持っており、彼らが殺害されたとも受け取れる描写となっているが、脚本上では実際の生死は不明瞭なものとして描かれている。監督の新房は、さやかの性格上、殺してはいないだろうと語っている。
雑誌インタビューによれば彼らのセリフは、本作品の脚本担当である虚淵が乗っていた満員電車の中で、実際に耳にした男たちの会話であるという。
エイミー
声 - 新谷良子
特典ドラマCD『Memories of you』に登場。ほむらが魔法少女になる前の、まどかと知り合った最初の時間軸で、ほむらが見滝原中学校に初めて登校する途中で出会った黒い野良猫。ほむらが出会う以前からまどかはこの猫のことを知っており、名前はまどかが付けたものである（まどかの飼い猫ではない）。この時間軸ではエイミーがまどかの目の前で車に撥ねられてしまい、まどかが「エイミーを助けてほしい」という願い事で魔法少女の契約を結んだため、元気な姿に戻っている。
アニメのオープニングにも姿を見せている。脚本の虚淵は雑誌のインタビューで、「自分はオープニング映像には関わっておらず、黒い猫は制作のシャフトが勝手に描いた物で、本編に関係することはない。しかし、せっかくなので後から作るドラマCDに登場させる考えがある」といった趣旨の発言をしている。
なお、まどか役を演じる悠木碧が飼っている黒い猫の名前はエイミーで、オープニングの絵コンテに携わった板村智幸も、悠木からこの猫はうちの猫なのかと尋ねられて肯定したという逸話を披露している。
後に『マギアレコード』の「魔法少女まどか☆マギカ scene0」にも登場、こちらではキーキャラクターの愛生まばゆのおばである咲笑が営むケーキ屋「レコンパンス」の近くをうろついているという設定が付加されている。
百江 なぎさ（ももえ なぎさ）
声 - 阿澄佳奈
『[新編] 叛逆の物語』にて新たに登場した人物。まどかたちと比較して幼く、小学生くらいの容姿をしている。語尾に「〜なのです」と付けて話す。
彼女の正体は「お菓子の魔女」の元になった魔法少女であり、すでに「円環の理」に導かれた魔女である。作中では、同じ「円環の理」に連なる魔女である美樹さやかと共に、まどかの補佐役を務めている。
「お菓子の魔女」と同じでチーズが大好物。武器であるラッパを鳴らして、爆発性のあるシャボン玉を無数に出す。また、（顔のみ）魔女化し相手（使い魔）を食べることによりシャボン玉へと変換させ、そのまま攻撃に用いる。「お菓子の使い魔」も召喚できる。世界改変後、さやか同様に円環の世界に帰れなくなり、ほむらにより記憶を改ざんされ、人間として再び現世で生活するようになる。
このほか、外伝作品の『マギアレコード 魔法少女まどか☆マギカ外伝』では「マギアレコードの時空における百江なぎさの過去」について描かれる期間限定イベント（『百江なぎさは願いを叶えた』）が実施され、同イベントストーリーでは病床の母親からの愛を求めて魔法少女になる決意をするも、その願いは叶えようがないと悟ったことから「母にとって最も美味しいと感じるチーズケーキが欲しい」という願いで魔法少女となり、その後ほどなくして魔女と化したとされた。

### 魔女
劇中の登場シーンや公式サイトでは、魔女の名前の綴りに「魔女文字」と呼ばれる独自の文字が用いられている。一部ファンの中にはこれを解読した者もいるものの、公式には正しい読みなどは公表されていないため、本項では書籍や公式サイト上の「魔女図鑑」における呼称を用いて表記する。例外として公式設定資料集や公式グッズで名前の読みが発表されている魔女のみ読みを併記する。
薔薇園の魔女 / ゲルトルート（Gertrud）
蝶の羽と、薔薇の茂みのような頭部を持つグロテスクな魔女。性質は「不信」。工事現場のような結界に住む。第2話で女性を自殺させようとするが、マミに阻止されて倒される。
アニメ版マギアレコード第11話ではチームみかづき荘が訪れた店に現れたが一瞬で倒される。
魔女文字で記された名前の読みは設定資料に明記されており、販売された設定資料集にも収録されている。
薔薇園の魔女の手下
「造園」の役割を与えられた使い魔。カイゼル髭を生やした、毛玉のような外見をしている。本シリーズの使い魔としては珍しく真っ当な忠誠心を持っていると設定されている。第1話ではドイツ語の歌を歌いながら登場し、結界に迷い込んだまどかとさやかを襲う。第2話でも「薔薇園の魔女」と共に登場。最終話ではまどかに付き従う形で再登場した。
『[新編] 叛逆の物語』では、ほむら救出の主戦力として、薔薇園の魔女から人魚の魔女（美樹さやか）にレンタルされる形で派遣された。この際人魚の魔女の指揮下に入っているため、その魔力の影響から脚部が尾ひれに変化するなど、容姿が通常時と異なっている。また、胸には薔薇園の魔女から与えられた勲章が付けられている。
薔薇園の魔女の手下
「警戒」の役割を与えられた使い魔。「造園」の役割を与えられている使い魔と同様に髭を生やした、蝶の羽をもつ使い魔。
侵入者を直接攻撃する人間大の個体と、集団で蔦に変身し相手を絡め捕る小型の個体が存在する。

暗闇の魔女
本編未登場。性質は「妄想」。絵コンテ段階では使い魔と共に本編に登場する予定であったため、五本の手足が生えた星型多角形のような姿が設定されている。
暗闇の魔女の手下
「夢」の役割を与えられた使い魔。頭が棘球になった、黒猫に似た生き物の姿をしている。第3話冒頭でマミに倒された。絵コンテ段階ではマミとの戦いの詳細が描かれる予定であったが、尺の都合で出番が削られ、劇中の登場はとどめの一撃を受ける一瞬のみとなった。

お菓子の魔女 / シャルロッテ（Charlotte）
百江なぎさが魔女化した存在。ファンシーな人形のようなかわいらしい姿をした魔女。性質は「執着」。普段は動かないが、口の中からピエロの顔を持つ巨大な芋虫のような身体を出すことができ、さらには何度も脱皮することができる。好物はチーズだが、様々なお菓子を作り出す能力を持ちながらも、チーズだけは作れないと設定されている。
第3話で、病院に産み落とされたグリーフシードから、お菓子の城の結界を作り出して孵化した。マミから一方的な攻撃を受けリボンによって拘束されるが、彼女がマスケット銃を撃ち尽くしたところを見計らって反撃に転じ、頭部を食いちぎった後、全身を食らって殺害した。その直後に現れたほむらには終始翻弄され、飲み込まされた爆弾で内側から何度も爆破されて倒された。
マミを倒す魔女という役柄上、マミの能力では戦いづらい相手として設定されている。劇中でマミを食い殺す場面は話題になるのと同時に物議も醸した。その後公式グッズや飲食店とのコラボレーションにも登場し、これらの展開で「シャルロッテ」という名前が明かされている。放送期間中に公式な読み方が明言された唯一の魔女であり、なぎさを含めた主要魔法少女6人が魔女化した存在の中でフルネームが判明した最初の魔女である。
「お菓子の魔女」には泣かせる裏設定が用意されているとされるが、詳細は明かされていない。ただし、その設定が「お菓子の魔女」に流用されたという没キャラクターの設定は発表されており、それによると彼女は死の淵にある母親が食べたがっていたチーズケーキを手に入れるため、契約で願いを叶えて魔法少女となるが、別の願いで母を救えば良かったことに後から気づき、後悔し続けているのだとされる。
ベベ
声 - 阿澄佳奈
『劇場版 魔法少女まどか☆マギカ [新編] 叛逆の物語』で登場したキャラクター。普段の外見は「お菓子の魔女」の初期形態のままだが、目の形が口から出た際のピエロ状のものとなっている、着ている服のデザインが異なっている、などの違いがある。
マミが語るところによれば、まどかたちと出会う以前からの付き合いで、かけがえのない友達であるとのこと。マミの家に突如現れ、出会った当初は無口無表情だったが、いつの間にか顔も変わり、うるさくしゃべるようになった。マミによって「ベベ」という名前が付けられ、現在の服はマミのお手製の物を着ている。
魔法少女たちがナイトメアと戦う際のサポートやナイトメアの浄化を行う。また、理性的かつ意思疎通が可能で、発せられる言葉はチーズの種類の羅列に聞こえるものの、魔法少女たちと会話ができる。
物語の中盤で、記憶を取り戻したほむらに怪しい存在であると見なされ、捕まり尋問を受けるが、マミによって救われる。後にマミが魔獣について思い出し、自分の記憶に疑問を抱いた際には、本来の姿であるなぎさの姿で事情説明を行った。
正体は前述の通りなぎさが姿を変えた存在で、まどか・さやかと共にほむらのソウルジェムの世界に潜入し、インキュベーターの企みを阻止するため、姿を変えて行動していた。
お菓子の魔女の手下
「チーズを探す」役割を与えられた使い魔。縞模様のボールのような一つ目が特徴。
大勢登場する使い魔の中には、結界の中央の椅子に意味深に座っているものがあり、絵コンテでは使い魔であると明記されているものの、視聴者の中にはこれが魔女の真の本体だったのではないかと解釈する者もいたという。
『[新編] 叛逆の物語』ではなぎさの周囲を回っていたネズミ型のほか、「チーズの看病」の役割を与えられた看護師姿の使い魔も登場し、マミが自らの魔法のリボンによる空中ブランコで移動する際のサポートを行っていた。

ハコの魔女
デスクトップパソコンのようなものに身体を隠す、人型の魔女。性質は「憧憬」。テレビや木馬が浮いた、無重力空間の結界に住む。モニターに映し出される様々な映像の中には、かつての魔法少女時代の姿を思わせる影姿も映し出される。第4話では仁美を含む多くの人々を、集団自殺させようとした。読心能力があり、マミの死に対する自責の念を抉り出してまどかを追いつめるが、契約して魔法少女になったさやかに倒される。
オンエア版やコミカライズ版では、深刻な雰囲気の中で集団自殺の方法がリアルに描かれ、その内容が虚淵特有の「ブラックな笑い」とも評された。ただしBD/DVD版では曖昧な描写に変更されている。
ハコの魔女の手下
声 - 悠木碧
「運搬」の役割を与えられた使い魔。片翼の天使を模した球体関節人形の姿をしており、人間を魔女の結界へ隔離する能力を持つ。手にした物体を持ち運びやすくする能力を持ち、人間を生きたままバラバラにしたり、ゴムのように引き伸ばしたり出来る。劇中で発するセリフは日本語を逆再生したものが用いられている。

落書きの魔女
性質は「無知」。子供のような姿をしている。本編には登場しないが、ゲーム版にて初めて姿を現した。その後、アニメ版マギアレコード第5話のCパートにてアニメ初登場しており、ももことレナを気絶させるまで追い詰めるがかえでの発現したドッペルによって倒される。
落書きの魔女の手下
声 - 悠木碧
「童心」の役割を与えられた使い魔。おさげ髪の少女を描いたクレヨン画の姿をしている。下半身と一体化している乗り物は、飛行機・船・自動車など自在に変化する。戦闘能力は高いが臆病という設定。第5話でさやかが倒そうとするが、杏子に妨害され逃げられる。

 銀の魔女
バイクの部品を組み上げたような姿の魔女。性質は「自由」。第7話に回想として登場、契約当初の杏子に倒される。
銀の魔女の手下
「主張」の役割を与えられた使い魔。煙の塊にエンジンを付けたような姿。杏子に倒される。

影の魔女
常に何かに祈るような体勢を崩さない魔女。性質は「独善」。影絵のような結界に住み、使い魔によって攻撃を行うが、自身も木の枝や幹のような無数の腕を背中から伸ばして相手を絡め取る。隙間の無い無数の木の枝で回避不可能の攻撃を行う。第7話で、精神が荒んださやかの突撃によって倒される。
影の魔女の手下
「盲信」の役割を与えられた使い魔。先端に動物の顔がついた触手状の姿をしている。「影の魔女」のために攻撃を行う。

犬の魔女
本編未登場。性質は「渇望」。デザインは用意されており、コミカライズ版の第8話では手下にかわって1コマ登場している。アフロヘアーのような髪型に大量のリボンをつけた犬の姿をしている。
『マギアレコード』で初めて姿を現し、魔女と化した経緯も描かれた。
犬の魔女の手下
「インテリア」の役割を与えられた使い魔。紙粘土で作ったマネキンのような姿で、意思を持たない。第8話でさやかに倒される。

人魚の魔女 / オクタヴィア（Oktavia）
美樹さやかが魔女化した存在。性質は「恋慕」。コンサートホールのような結界に住み、廊下には人間だったころの記憶を反映したものが飾られている。上半身は3つの目を持つ鎧兜をまとった巨体の騎士で、胸元に大きな赤いリボンを付け、下半身は魚の姿。左手の剣やマントといった装備品に、僅かながらもさやかの面影を残している。多数の車輪を放つ攻撃を行う。
第9話では、杏子の自爆攻撃に巻き込まれ消滅した。
第10話の過去の時間軸にも登場。同じく杏子とまどかの呼びかけに応えることなく、ほむらに倒された。この時には二刀流で登場し、結界もお立ち台あるいはロックのステージのような場所となっており、使い魔も異なるといった違いがある。この時間軸では、さやかのソウルジェムが変化したグリーフシードはまどかの手に渡り、ワルプルギスの夜との戦いで黒く染まったほむらのソウルジェムを浄化するために用いられた。
『[新編] 叛逆の物語』では「円環の理」に導かれた影響で、さやかの意志で意のままに操ることができる「分身」のような存在となった。人間体であるさやかとは別行動が取れるほか、「水（液体）」があればどこにでも姿を現すことが可能となっている。
同じく叛逆の物語の中では、最初に構えていた剣の他に、佐倉杏子の槍とそっくりの長槍を途中から構え、インキュベーターの干渉フィールドに突撃して大きな穴を穿った。
名前は公式グッズのTシャツ発売の際にファーストネームで明かされている。
人魚の魔女の手下
「演奏」の役割を与えられた使い魔。「人魚の魔女」のために演奏を続ける楽団。彼らが演奏する劇伴曲は、演奏家を志していた恭介を想起させるクラシック調の曲となっている。第9話に登場。
『[新編] 叛逆の物語』では「楽譜の橋」を架けることができる他、演奏することにより「円環の理に導かれた少女たち」から借りてきた使い魔たちを召喚することができる。
人魚の魔女の手下
「バックダンサー」の役割を与えられた使い魔。志筑仁美に似た、見滝原中学校の制服を着た少女たちの姿をしている。明らかに悪い待遇を受けており、劇中では不運にも魔女からの攻撃に巻き込まれる。第10話のほむらの回想として描かれた時間軸に登場。

芸術家の魔女
声 - 松嵜麗
凱旋門のような姿の魔女。性質は「虚栄」。ゴッホやピカソの作品を思わせる結界に潜む。第10話の過去の時間軸、および同じ場面を描いた特典ドラマCD『Memories of you』に登場し、魔法少女になる前のほむらを襲うが、この時間軸ではすでに魔法少女となっていたまどかとマミによって倒される。
芸術家の魔女の手下
「作品」の役割を与えられた使い魔。線画調の白っぽい人影。魔女に命を奪われた人間の体の一部からできているという設定。本作品に登場した使い魔は「代表作」であることがゲーム版で判明する。

委員長の魔女
セーラー服を着た六本腕（スカートから延びる足のように見える部分も、よく見ると手であることがわかる）で、首の無い魔女。性質は「傍観」。青空から机や椅子が降ってくる結界に、洗濯ロープのような糸を張り巡らせている。第10話の過去の時間軸で、まどか、マミ、ほむらの連携によって倒される。
アニメ版マギアレコードでは第2期の1話目に登場。まどか、さやか、ほむらの三人と戦い一度は撤退させるも二度目は絶望から立ち直った三人の連携によって倒される。
委員長の魔女の手下
「クラスメイト」の役割を与えられた使い魔。スケート靴をはいた下半身だけの姿。

鳥かごの魔女
腕から下だけが鳥かごに収まった姿の魔女。性質は「憤怒」。第10話の過去の時間軸で、ほむらによって倒される。ゲーム版には登場しないものの予約特典としてついてくるカスタムテーマの壁紙の中に登場した。
鳥かごの魔女の手下
「軽薄無思慮」の役割を与えられた使い魔。上半身裸の鳥人。

救済の魔女
鹿目まどかが魔女化した存在。性質は「慈悲」。無数の根を張り巡らした木のような姿をしている。地球上の全ての生命を強制的に吸い上げて結界に取り込む能力を備え、物理的に殺す手段はない。他の魔女とは桁違いの大きさを誇る。ほむらが時間遡行を繰り返すたびに平行世界の因果の糸を束ね、より強く巨大な存在となっていく。
第10話では少なくとも2度の異なる時間軸に登場しており、魔法少女として活動を始めたほむらに、魔女の正体を悟らせることになる。2度目の登場の際、キュゥべえは「最悪の魔女」と評し、10日ほどで地球を壊滅させると推測している。
外伝作品『おりこ☆マギカ』では織莉子の予知に登場し、魔女となる鹿目まどかを巡る織莉子とほむらの対立が大きな争点となる。
救済の魔女の手下
「計量」の役割を与えられた使い魔。天使の羽が付いた天秤の姿をしている。唯一アニメ版・ゲーム版共に登場しなかったが、MADOGATARI展で初登場を果たす。

舞台装置の魔女 / ワルプルギスの夜（Walpurgisnacht）
声 - 水橋かおり
歴史上で語り継がれる、単独の魔法少女では対処することができない超弩級の大型魔女。空中に浮かぶ巨大な歯車に、ドレスをまとった人形を逆さに吊るしたような姿をしている。公式サイトの「魔女図鑑」でも名前は不明とされ、劇中では「ワルプルギスの夜」という通称で呼ばれている。その正体については諸説あると設定されているが、真相は1人の魔女を中心とした複数の魔女の集合体であるとされる。性質は「無力」。この世の全てを「戯曲」に変えるまで世界を回り続けるという。
物語冒頭においてまどかの夢の中に出現し、後の第10話でも過去の時間軸として同じ状況が回想される。その力は他の魔女とは比べ物にならないほどの強大な代物であり、時間軸によってはまどかやマミの命を奪っている。他の魔女と異なり結界に身を潜めることはなく、見える悪意による物理的破壊などの影響を及ぼす存在。具現化しただけでスーパーセルを引き起こし数千人単位の犠牲者を出すとされている。ワルプルギスの夜と何度も戦った経験を持つほむらによって、見滝原への襲来が示唆されていた。
本作品における時間軸においては、キュゥべえの認識では少なくともほむら1人の力で倒すことは不可能であるとされる。実際、ほむらは第11話で多数のロケット砲、グレネード、迫撃砲、爆弾、タンクローリー、地対艦ミサイルなどを時間停止能力と組み合わせて用い、総力を尽くしてワルプルギスの夜に挑むものの、全く太刀打ちできなかった。それでも本来の力を発揮してはおらず、その際は逆さ向きの人形が上部へと移動し、暴風の速度で移動し地上の文明を破壊し尽くすとされる。
最終話において、まどかが魔法少女として契約した際に、その対価となる願いとして「過去から未来に至るまでの魔女の消滅」を望んだことで消滅した。
『マギアレコード』では、エンブリオ・イブを孵化させるためにマギウスにより神浜市に召喚される。
舞台装置の魔女の手下 / 影魔法少女
「道化役者」の役割を与えられた使い魔。ワルプルギスの夜の強大な魔力に引かれ集まってきた無数の魂から成り、魔法少女に酷似した影のような姿をしている。
劇団イヌカレーの設定によれば、その姿は第1話から第10話までに登場した魔女たちが魔法少女であったころのシルエットであるとされる。当初の設定ではその中にマミ、さやか、杏子らの姿もあるとされ、絵コンテ段階までは反映されコミカライズ版もその設定で描かれたが、テレビアニメ本編では変更され登場しなかった。

絶望の魔女
最終話において、まどかの「全ての魔女を消し去る」という壮大すぎる願いの代償として出現した宇宙を消滅させるほどの力を持った惑星サイズの魔女。性質は「強訴」。名称はMADOGATARI展で判明。
イヌカレーの設定では「巨大宇宙魔女」とされ、全ての魔法少女の絶望から生まれた空気人形とされている。中央部の顔は太陽型の鬣にムンク「叫び」の顔が左半分黒く塗りつぶしているようで、『魔獣編』の回想でほむらが2度目に目撃した際、「1回しか会ってないのに忘れるはずがない」と発言するほどのおぞましい姿をしている。
呪いの力で地球を覆いつくそうとするが、まどかの願いには自分自身が生み出す魔女の消滅も含まれていたことから、まどか自身の手によって消滅させられた。本編最終回以降のストーリーを描いた『魔獣編』の最終話の回想にほむらの盾に潜む形で登場。

オランダの魔女
第8話にてグリーフシードのみ登場している魔女。性質、詳細共に不明だが、ほむらがグリーフシードを持っていたことから彼女に倒されたと推測される。

くるみ割りの魔女
暁美ほむらが『[新編] 叛逆の物語』で魔女化した存在。ゲーム版（此岸の魔女）とは魔女としての真名は同一だが、姿形が大きく異なっており、呼称も変わっている。また以下の使い魔も『[新編] 叛逆の物語』で初めて登場する。
性質は「自己完結」。使い魔を使って自身の処刑を永遠に行い続ける。首をはね、頭蓋が落ちた後には彼岸花が頭を飾っている。
劇団イヌカレーは「設定上ソウルジェムの中で魔女化したので元の姿に近い半熟魔女です」と後述の此岸の魔女が本来の姿であることを仄めかすようなコメントをしている。
円環の理の管轄外であるほむら自身のソウルジェムの中で魔女化。最終的にはまどかの呼びかけによって元のほむらに戻った。
くるみ割りの魔女の手下
「刑の執行」の役割を与えられた、メガネをかけていたころのほむらの姿をしたブリキの兵隊姿の使い魔。ギロチン台へ送られる魔女の葬列を務める。白いネズミを嫌う。人間サイズの他に、巨大なブロッケン級の使い魔も存在する。
くるみ割りの魔女の手下
「ネズミの駆除」の役割を与えられた使い魔。馬型の足が生えた虫歯に乗った、メガネをかけていたころのほむらの姿をした騎兵で、白いネズミを駆り立てるほか、ブリキの兵隊たちを手伝い葬列の進行を邪魔する物を排除する。
くるみ割りの魔女の手下
「咀嚼」の役割を与えられた使い魔。種をかみ砕くことができなくなった魔女の代わりに異物をかみ砕く歯型のくるみ割り人形で、口の中から大型のクルミを発射できる大砲を持つ。
くるみ割りの魔女の手下
「凶報」の役割を与えられた使い魔。カラスのような胴体に頭をぬいぐるみをかぶった着ぐるみの鳥で、魔女の葬列の始まりを告げる。群れをなして飛び回るが被り物のせいで視界が悪く、動く物につっこむ習性がある。巨大サイズの物も存在する。
悪魔となったほむらに改変された世界では普通に飛び回り、杏子から食べている林檎を与えられていた。
偽街の子供達（にせまち のこどもたち）
声 - Nadine Stummer、Mae Hinck、Marina Miyamoto、Hannah Heile、Sandra Kraus
「泣き屋」の役割を与えられた使い魔で、葬列を盛り上げるために涙の芝居をする着せ替え人形の少女たち。本編中では14体が存在し、「イバリ」「ネクラ」「ウソツキ」「レイケツ」「ワガママ」「ワルクチ」「ノロマ」「ヤキモチ」「ナマケ」「ミエ」「オクビョウ」「マヌケ」「ヒガミ」「ガンコ」とそれぞれ名前が付けられているほか、未登場の使い魔として「アイ」がいる。
魔法少女とも劣らない力を持っており、まどかを支配しようとしたキュゥべえを槍で引き裂こうとしたり、ほむら救出戦で薔薇園の魔女の手下の群れを蹴散らしさやかとも互角に渡り合っている。また、ほむらが自らのソウルジェムの中で作り出した魔女結界の構築を手伝ったり、ほむらが無意識に望んだ人物を結界内に拉致した描写も見られる。
悪魔と化したほむらによる二度目の改変が行われた後の世界にも存在している。

#### ゲームオリジナルの魔女
以下の魔女と使い魔の詳細は魔法少女まどか☆マギカ ポータブル#ゲームオリジナルの魔女を参照。
また、マギアレコードに登場する魔女と使い魔の詳細はマギアレコード 魔法少女まどか☆マギカ外伝のキャラクター一覧#魔女・使い魔を参照。
此岸の魔女
ゲーム版における暁美ほむらが魔女化した存在。ゲーム版・劇場版で姿形と呼称が異なる唯一の魔女。

おめかしの魔女 / キャンデロロ（Candeloro）
巴マミが魔女化した存在。性質は「ご招待」。
おめかしの魔女の手下
「案内」の役割を与えられた使い魔。

武旦（ウーダン）の魔女
佐倉杏子が魔女化した存在。性質は「自棄」。
武旦（ウーダン）の魔女の手下
「行進」の役割を与えられた使い魔。

針の魔女
性質は「敬愛」。
針の魔女の手下
「愛嬌」の役割を与えられた使い魔。

忘却の魔女
性質は「復讐」。

### 魔獣
魔獣はまどかによって再構築されたテレビアニメ最終話の世界で魔法少女が倒すべき敵で、人間の呪いや絶望が具現化した存在。どの魔獣も全て僧侶のような衣を羽織った剃髪の男の姿をしており、個体による差異は見られない他にも、使い魔のような眷属を持たない、一度に複数体が出現する、など様々な点で魔女とは異なる性質を持つ。小さいキューブ状のグリーフシードを持っており、魔法少女が魔女化しなくなった再構築後の世界において、キュゥべえはこれに穢れを吸わせた物を回収することを唯一のエネルギー獲得手段としている。魔獣のデザインは魔女と魔女の結界のデザインに携わった劇団イヌカレーが担当した。
魔獣のグリーフシードは入手が容易な反面、魔女の物とは違い1個につき少量の穢れしか浄化できない、魔女のようなデザインは見られない、サイズが小さいという違いがある。

### ナイトメア
ナイトメアは劇場版『[新編] 叛逆の物語』にて登場する敵。夜に人間の悪夢を媒介として具現化した存在で、フェルトのぬいぐるみのような姿をしている。左の中指が隠された手によって、マリオネットのように操られている。言葉を発することはなく、赤ん坊のガラガラのような音を発する。出現すると、周囲の建造物などがパッチワークのような風景に変化する。
魔女のように倒すのではなく、「魔法少女たちのお茶会」に招待し、おいしいものを食べさせることで満足させ、救済することで浄化する。グリーフシードのようなものは出現しないが、浄化することで解放された人の輝きで、破壊された建造物などが元に戻ったり、ソウルジェムの穢れが浄化されたりする描写がある。元になった人間は死ぬことはなく、浄化されると元の姿に戻り、穏やかな気分で眠りにつく。
その正体は、暁美ほむらの深層心理の願望によって、5人の魔法少女が戦うための障害物としてねつ造された「バッタもの」。魔女となったほむらの結界の内部に作られた世界にのみ出現し、現実世界には存在しない。作中では2体登場している。
くまのこのゆめ
『[新編] 叛逆の物語』冒頭に登場するナイトメア。元になった人間は不明。クマのような姿をしている。
やぎのこのゆめ
志筑仁美の悪夢から誕生したナイトメア。「子ヤギミサイル」を発射したり、「ユメコンボー」を地面にたたきつけて攻撃する。

## 魔法少女おりこ☆マギカに登場するキャラクター
ここでは本作品オリジナルキャラクターを記述する。

### 主要人物（おりこ☆マギカ）
美国 織莉子（みくに おりこ）
声 - 早見沙織
本作品の主人公。「白い魔法少女」。作品冒頭でキュゥべえと契約し、魔法少女となる。
お嬢様学校「白羽女学院」に通う令嬢だったが、政治家だった父・久臣の失脚と自殺、それに伴う環境の激変から、自分や社会に対して絶望し、「自分の生きる意味を知りたい」と願って魔法少女になったという経緯を持つ。未来を見通す予知魔法を持つが、最初のころはその力を制御できずに彼女の意思とは無関係に未来予知をしてしまっていたため、常時魔力を消費し続け、攻撃用に魔力を割くことができないという弱点があった。
契約直後に、「誰にも倒せない」強大な魔女（「あれ」＝救済の魔女）によって見滝原が壊滅する光景を予知し、それを阻止することを決意。その手段として、「あれ」の正体である鹿目まどかを殺害することを計画する。当然ながら、まどかを魔法少女、ひいては魔女にしようとするキュゥべえとは利害が一致しないため、キリカとともに魔法少女狩り事件を起こしたり、ゆまを魔法少女にすることを提案したりするなどして、彼の目をまどかからそらすための工作を行い、暗躍する。戦闘では、装飾が施された水晶玉状の球体を無数に撃ち出し、攻撃を行う。潜在魔力が高く強烈なプレッシャーを放っており、マミは初めて対面した際、あまりのプレッシャーに涙を流したほど。
物語終盤では見滝原中学校を占拠、グリーフシード化したキリカのソウルジェムを孵化させて校内に結界を貼り巡らせ、校内の教師や生徒を襲わせつつ、自身はまどかを殺害するために行動する。まどかを守ろうとするほむらとは激しく対立し、戦闘になる。最後はほむらによって射殺されるが、死に際に放った最後の一撃によって、まどかを殺害することに成功する。結果として、劇中の時間軸ではまどかの魔女化は阻止されたため、その意味においては見滝原を救った形となった。
『魔法少女おりこ☆マギカ 別編』は、織莉子が「救済の魔女」の出現を予知しない時間軸が舞台となっており、自分を押し殺し続けた過去を引きずっていた彼女が、ゆまとの交流によってそれを振り切る姿が描かれた。公園でゆまと出会った織莉子は、虐待を受けながらも両親を気遣って周囲に助けを求められずにいる彼女の姿に、代わりに自分が父を支えなければという責任感に囚われるあまり、母の死にも涙を流すことができなかったかつての自分を重ねるようになる。そのため、織莉子はゆまに対して「自分の望む自分になればいい」と説き、かつての自分の過ちを犯さないよう諭す。このことで迷いを吹っ切ることができた織莉子は、未来予知の力を徐々に制御できるようになっていった。沙々との戦闘において、自身が操る球体に魔力の刃を形成して相手を切り裂く「オラクルレイ」という技を披露している。また、沙々が操る魔女を倒して得られるグリーフシードで魔力を回復しながら戦うことで、普段以上の実力を発揮している。
『[新約] 魔法少女おりこ☆マギカ』でもまどかの存在を予知してその殺害を目的にしており、そのために非情な行動をとるのだが、それを反して悩み続ける心理描写も重点的に描かれている。また、キリカを戦闘の末に致命傷を与えて半ば強引に駒としたという経緯も描かれた。当初から長らく文字通り駒として以上の感情は抱いていなかった。小巻と晶を殺害してしまったことで絶望しかけていたキリカを見限ろうとしたこともあったが、その後、二人が織莉子の友人だったとキリカが知った際に織莉子がその罪悪感につけいったため、本編のような一切の疑いを抱かない駒になった。また、ゆまを契約させるために織莉子が直接姿を表した理由として、別編での事情の通り織莉子は「子供らしさ」を嫌悪しており、年相応に杏子に甘えるゆまを予知で見てしまった結果そのトラウマが刺激されて短絡的な行動に至ったことも描かれている。
『マギアレコード』より、初めて声が当てられる。『魔法少女まどか☆マギカ Ultimate Best』（期間生産限定盤）の同梱DVDのスペシャルムービーにて、変身アニメの一部が公開された。
呉 キリカ（くれ キリカ）
声 - 井口裕香
「黒い魔法少女」。最近契約した魔法少女。
武器は、両手に三本ずつ付いたかぎ爪。自分以外の全ての動作を遅くする能力を持つ。この能力のため、結果として相手よりも速く動くことができ、「身体強化の魔法」と錯覚させることによりトリックを用いたトラップを仕掛け、有利に戦うことができる。制御が難しい魔法のようで、武器を極端に多く出しすぎると、速度低下の範囲・効力が低下するというデメリットを持つ。
見滝原中学校に通っているが、魔法少女になる以前は不登校気味だった。当時は幼少期にえりかとの間に生じたトラブルから、人に嫌われることを恐れ、何とも向き合えない内向的な性格となっていた。ある時コンビニでお金を落としたときに、それを拾ってもらった織莉子に関心を持つようになる。その後織莉子を見つけるが声をかけることができず、「違う自分になりたい」と願うようになり、キュゥべえと契約して魔法少女となった。
本編中においては織莉子の駒として登場する。織莉子を盲目的に溺愛しており、織莉子もキリカの存在を寄りどころにしているらしいのだが、このような性格になったのは様々な不幸が重なったのちに織莉子によって罪悪感につけこまれたためである。契約した後も「心を壊す前」には積極性や明るさを取り戻し、クラスメイトとも本心から良好な関係を築けていた。本来は人助けよりも自分の利益を優先する魔法少女に怒りを覚えるなど、善良な性格をしている。喜怒哀楽が激しく直情的ではあるが大した悪事は行えない素直な少女であった。
劇中では、織莉子に協力する形で狂信的な魔法少女狩りを行う。その常軌を逸した言動は、マミに「壊れている」と評された。織莉子が絡むことがなければ表面的には社交的な性格で、人付き合いもそれなりにできるはずなのだが、学校ではそれ以前からあった交友を続けているだけで演技という側面が大きく、織莉子以外は全てくだらないと切り捨てていた。
物語の終盤では、織莉子が学校を占拠する手引きをし、自ら魔女化して織莉子の戦闘をバックアップするが、杏子やマミとの激闘の末、倒される。
番外編『noisy citrine』では、メインキャラクターとして登場。織莉子と交流を持つ直前の時期を舞台に、えりかとの再会と和解が描かれた。また、爪を投擲する「ステッピングファング」と、無数の爪を盾に連結させ、鋸状にして振り降ろす「ヴァンパイアファング」の、2つの技を披露している。
『魔法少女おりこ☆マギカ 別編』では、見滝原を自らの縄張りにしようとする沙々の襲撃を受けるが、無事に織莉子と合流して形勢を逆転させた。
『[新約] 魔法少女おりこ☆マギカ』では、願いのせいで自分に関する記憶の一部や契約の動機までもを忘れた状態になっていたこと、そのせいでストレスを抱いていたことが描かれた。それから、ごく普通の感性を持つ少女だったキリカが、本編においていかにして織莉子を狂信し、魔法少女を殺戮することをも厭わないようになったのかについても描かれた。キリカはストレスによる八つ当たりで偶然見かけた織莉子に喧嘩を売ってしまい、逆にソウルジェムの真実を知らなければ致命傷となるほどの返り討ちを受けてしまい半ば強引に「駒」とさせられる。ただその際に教えられた真実はこの時点ではあまり信じておらず、自分を駒として見下し命令する織莉子には反感を抱いていた。攻撃性を見込んだ織莉子の認識とは裏腹に、織莉子や小巻との戦闘中にも「動けなくする」「泣かせる」くらいの発言しかしておらず人に殺意を向けるようなことはなかったのだが、織莉子の命令でグリーフシードを奪おうとして小巻と抗争になった際に意図せず小巻と一般人の晶を殺害してしまい、絶望しかけてしまう。さらにその二人が織莉子のクラスメイトだということを知り、友人を殺してしまったと織莉子に謝って許しを請うのだが、その罪悪感を利用されて織莉子の命令に忠実に従い盲信する本当の意味での駒となってしまった。
織莉子同様『マギアレコード』より、初めて声が当てられる。こちらはその一部が、新PVにて先行公開され、さらに『魔法少女まどか☆マギカ Ultimate Best』（期間生産限定盤）の同梱DVDのスペシャルムービーにて、変身アニメの一部が公開された。
千歳 ゆま（ちとせ ゆま）
声 - 久野美咲
織莉子により、キュゥべえの目を鹿目まどかからそらすための囮として利用された幼い少女。両親が魔女に殺されたときに、魔女を倒し自身を救ってくれた杏子に出会い、以後杏子になつくようになる。
家庭内の不和が原因で、母親から常に「役立たず」と罵られ、虐待を受けていた経験を持ち、額にはタバコによる火傷の痕がある。そのトラウマのため、役立たずとして見捨てられることを非常に恐れており、織莉子によって杏子に死が迫っていることを告げられた後、杏子を救うためにキュゥべえと契約し、治癒魔法を使う魔法少女となった。治癒魔法の他に衝撃波を武器として使い、ネコのぬいぐるみのようなハンマーを召喚することもできる。変身後の衣装は、肩を露出したドレスにドロワーズを履いた幼女風の魔法少女。ソウルジェムは首の後ろに装着される。
終盤の織莉子たちとの戦いでは、杏子やマミを回復・支援する立場で参戦する。傷ついた2人を回復する際、魔法少女が魔女化することを知り絶望した彼女たちを、自らの虐待の経験を元に諭し、戦局逆転のきっかけを作った。
『魔法少女おりこ☆マギカ 別編』では母・眞子から虐待され、家を出て公園にいたところで織莉子に出会い、懐くようになる。織莉子・キリカと沙々との戦闘を目の当たりにした後に織莉子に諭される。当初織莉子が予知で見た光景では虐待で死亡し、眞子が逮捕されていたが、現実では虐待の実態を知った祖父母に引き取られた。後日譚『the last agate』では、転地で見滝原にスーパーセル（ワルプルギスの夜）が近づいているとの報を聞いて全てを理解し、織莉子・キリカの勝利を祈った。
『[新約] 魔法少女おりこ☆マギカ』では直接登場しないものの、魔法少女として契約していることが語られている。キュゥべえはゆまを「本来なら魔法少女になるには、少々幼すぎる」と評しながらも、「前例がないわけでもない」ということで、契約を持ちかけた。
織莉子・キリカ同様『マギアレコード』より、初めて声が当てられる。キリカ同様、新PVと『魔法少女まどか☆マギカ Ultimate Best』（期間生産限定盤）の同梱DVDのスペシャルムービーにて変身アニメの一部が公開され、織莉子やキリカとともに本編への登場が確定している。
間宮 えりか（まみや えりか）
番外編『noisy citrine』に登場。キリカの幼馴染の少女。名前が似ている者同士、席が隣になったということで、小学校時代には親友同士になっていた。間宮姓は後述する継父の名字であり、小学校時代の姓は不明。
両親の離婚に伴い、見滝原市を離れることになったのだが、その際に環境の変化に対するストレスから、万引きをしようとしてしまう。これをキリカが止めに入ったものの、えりかがその場から逃げ出したことで、キリカに罪を被せる形になってしまった。このことがキリカの人格形成に大きな影響を与えており、えりか自身も、このことに対して罪悪感を抱いていた。
その後、母親の再婚のため、継父の実家がある見滝原へ一時帰郷した際にキリカと再会するが、その際の衝突や、家庭環境へのストレスから、魔女の結界に囚われてしまう。えりかを救出する形になったキリカは、魔女にえりかを介して過去を暴かれ動揺するものの、これを克服して魔女を撃退し、2人は無事に和解を果たした。後日譚『the last agate』では、当初はうまくいっていなかった継父との関係も良好になったことが描写されている。
優木 沙々（ゆうき ささ）
『魔法少女おりこ☆マギカ 別編』に登場。グリーフシードを収集せんとする、利己的な魔法少女。「魔女が多いのに巴マミしか魔法少女がいなくてもったいない」という理由で見滝原市を訪れ、まだ契約したばかりの織莉子とキリカを襲撃する。
「自分より優れた物を従わせたい」という利己的な願いで魔法少女として契約した。魔法少女としての姿は、黄色を基調とした道化師を思わせる服装で、ソウルジェムは帽子のポンポン。魔力の球体を生み出す杖を武器としている。洗脳魔法を自らの能力としており、記憶を改ざんすることで人間を惑わすだけでなく、魔女をも使役することができる。ただし、本人の戦闘能力は非常に低く、キリカには「私ひとりでも軽くひねれる」とまで言われた。
キリカを話術で騙して不意打ちし、織莉子に大量の魔女をけしかけたが、キリカが間一髪で生き延びたため計画は破綻。さらに、操っていた魔女が倒されたことで出現したグリーフシードを織莉子に利用され、今度は自身が劣勢に追い込まれてしまう。その場に居合わせたゆまを盾にして逃げ切ろうとするが、織莉子から魔女が魔法少女のなれの果てであることを告げられると驚愕・錯乱し、魔女になりたくないと自らソウルジェムを破壊し、自殺した。
新訳『sadness prayer』にも登場。風見野で派手に暴れまわったことでリナたちから目をつけられており、彼女らを倒すための手駒とすべく「魔法少女殺し」を探しにやって来た。当の本人であるキリカと、その主人である織莉子の協力を取り付け、風見野からの追手を一掃することを画策する。同時に、織莉子から友人であると説明されたまどかを、自らの魔女結界のある場所へと呼び出すよう指示され、実行していた。
しかし、風見野からの追手たちとの交戦中に人見リナが魔女化したため、一時休戦してこれを撃破する。これによって魔法少女の真実を知るが、この時間軸では恐れよりもキュゥべえへの怒りが上回っていたため、自殺しなかった。状況から織莉子が魔法少女の正体を知っていながら黙っていたことを認識したため、織莉子を攻撃して殺害を試み、さらにその場に現れたまどかをも口封じのため殺そうとするが、ほむらが設置した爆弾によって魔女結界もろとも吹き飛ばされ死亡した。しかし、織莉子への攻撃はソウルジェムではなく頭部を狙っていたため、命を奪うには至らず不発に終わった。
浅古 小巻（あさこ こまき）
『[新約] 魔法少女おりこ☆マギカ』に登場。織莉子と同じ中学校に通う女子生徒。かつて織莉子が属していた「良家組」と対立する「成金組」に属しており、常に友人の少女2人と共に行動する。
非常に短気な性格で、織莉子のことを一方的に敵視しているが、陰口を叩くなどして他人を見下すことには嫌悪感を示しており、織莉子に対しても面と向かって意見するというスタンスを取っている。このような点から、織莉子には「真っすぐな人」と評されている。
林間学校で火災に巻き込まれた際、「私たちを守って」という願いで魔法少女として契約した。魔法少女としての姿は騎士を思わせる服装で、盾を備えた非常に長いポールアックスを武器としている。また、盾は切り離してドーム状の結界に変化させることができる。「魔法少女」という肩書きは恥ずかしく思っており、織莉子に魔法少女であることがばれた後は彼女を避けるようになっている。
キリカとグリーフシードをめぐって戦闘になるが、小巻を尾行していた晶を巻き込んで死亡させてしまう。それに激昂してキリカに突進するが、逆に頭部を貫かれて死亡する。
『魔法少女おりこ☆マギカ 別編』でも脇役として登場。契約しているのかどうかは不明だが、夜遊びしていることを織莉子に悟られ注意されている。
人見 リナ（ひとみ リナ）
『[新約] 魔法少女おりこ☆マギカ』に登場。風見野から優木沙々を追って見滝原にやってきた魔法少女。丁寧な言葉遣いで、「力あるものは正しくあるべき」をモットーとしている。かつて姉のマナを交通事故で亡くし、その際にマナに庇われたことで命拾いした過去を持つ。しかし、この一件で心を病んだ母からリナの死の原因を作ったとして疎まれるようになったため、「死んだ姉の記憶を母から消して欲しい」という願いでキュゥべえと契約した。
魔法少女としての姿は軍人のような衣装を身に纏っている。ソウルジェムの位置は襟の左側で、2つ並んだ長方形の形をしている（色は不明）。能力はスタンバトンから発する電気を操る能力を持ち、これを利用して「攻撃する結界」を作り出し、攻防一体の戦法を得意とする。また、身体能力はさほど高いわけではないが、素手で沙々を殴りつけて転倒させるほどの力もある。
姉の死を乗り越え、常にいい子であり続けようと努力していたが、織莉子とキリカ、沙々との戦いで仲間が相次いで戦死したことを京に罵られたことで自身のアイデンティティを喪失。沙々との戦いによる消耗も重なってソウルジェムが限界を迎え、信じていたもの全てを失った絶望の中で魔女化し、沙々と麻衣に倒された。
佐木 京（さき みやこ）
『[新約] 魔法少女おりこ☆マギカ』に登場。人見リナを中心とした風見野の魔法少女の一人。気弱な性格。
魔法少女としての姿は赤ずきんのような服装。ソウルジェムの位置は後頭部で、りんごの形をしている（色は不明）。
織莉子に懐柔され、「仲間が死んだのはリナのせい」「きれいごとばかり言うだけで周りを傷つけているだけ」とリナを罵るが、これが原因でリナが魔女化したことに動揺し、何もできないまま魔女化したリナに殺された。
朱音 麻衣（あかね まい）
『[新約] 魔法少女おりこ☆マギカ』に登場。人見リナを中心とした風見野の魔法少女の一人。冷静沈着で勇ましい性格。
魔法少女としての姿は和洋折衷の武士のような衣装で、日本刀を武器とする。
リナの魔女化に動揺しながらも何とか倒す。キリカとの戦闘では相手の胸を刺して一度は退けるが、油断したところを背後から突かれて結界内で死亡した。
美緒（みお）
『[新約] 魔法少女おりこ☆マギカ』に登場。人見リナを中心とした風見野の魔法少女の一人。直情的な性格。
魔法少女としての姿は格闘家のような衣装で、先端に刃が付属した篭手のような武器から糸状の物を発射して相手を絡め取る能力を持つ。
風見野で沙々に殺された親友・双葉の仇を討つため単独先行していたが、沙々との戦闘中にキリカに襲撃されて死亡した。

### その他の登場人物（おりこ☆マギカ）
美国 久臣（みくに ひさおみ）
織莉子の父親。優秀な政治家だったが、ある日、経費改ざんなどの不正疑惑が持ち上がり、それを苦にして自殺してしまう。
美国 公秀（みくに きみひで）
『[新約] 魔法少女おりこ☆マギカ』に登場。織莉子の叔父。衆議院議員。
美国 由良子（みくに ゆらこ）
『[新約] 魔法少女おりこ☆マギカ』に登場。織莉子の母親。織莉子が幼いころに亡くなっている。
美国 修一郎（みくに しゅういちろう）
『[新約] 魔法少女おりこ☆マギカ』に名前のみ登場。織莉子の祖父で元政治家。
千歳 眞子（ちとせ まこ）
千歳ゆまの母親。夫の浮気が原因で、まだ幼い娘のゆまに八つ当たりし、タバコの火を押し付けるなど虐待の限りを尽くしていたが、魔女に襲われ夫と共に命を落とす。
『魔法少女おりこ☆マギカ 別編』では、児童虐待の疑いからたびたび民政委員の家庭訪問を受けており、ゆまにも口止めを強要していたことが描写されている。また、織莉子が未来予知では、眞子がゆまを殺害してしまい、逮捕されたことがテレビで報道されるが、織莉子の介入によって未来が変わり、ゆまは父方の祖父母に引き取られることになった。
浅古 小糸（あさこ こいと）
『[新約] 魔法少女おりこ☆マギカ』に登場。浅古小巻の妹。夜な夜な出歩くことが多くなった姉を心配している。
最終話で契約を結んで魔法少女となり、マミ・杏子・ゆまと共にワルプルギスの夜との決戦に挑む。
行方 晶（なめかた あきら）
小巻の取り巻きの少女。小糸から小巻が夜な夜な出歩くことが多くなったことを聞き、密かに小巻を尾行していたが、キリカと小巻の戦闘に巻き込まれて死亡してしまう。
長月 美幸（ながつき みゆき）
小巻の取り巻きの少女。眼鏡とカチューシャが特徴。3人組の中で唯一の生存者。
人見 マナ（ひとみ マナ）
『[新約] 魔法少女おりこ☆マギカ』に登場。人見リナの姉。待機児童の列に突っ込んだ居眠り運転の車にはねられて死亡した。この時、リナはマナに庇われたことで命拾いしたが、この一件で母からリナの死の原因を作ったとして疎まれることになってしまった。
真澄 千花（ますみ ちか）
『[新約] 魔法少女おりこ☆マギカ』に登場。黒い魔法少女（キリカ）に殺された親友・綾野ひかりの仇を討とうとしていた魔法少女。
一人称は「ぼく」。魔法少女としての姿は修道女とガンマンを合わせたような衣装で、二丁拳銃を武器とする。
ほむらを黒い魔法少女と誤解して戦いを挑むも、人違いであったため見逃されるが、再登場時に遭遇した織莉子に殺された。
八重樫（やえがし）
『[新約] 魔法少女おりこ☆マギカ』に登場。衆議院議員。久臣の汚職に深い関わりを持つ。

### 魔女（おりこ☆マギカ）
本編の魔女の大多数は、単行本巻末の魔女図鑑に片仮名で名称が記述されている。また、魔女図鑑には魔女のイラストと合わせて、魔女になる以前の魔法少女と思しき少女のイラストが描かれている。
玩具の魔女 / ローザシャーン
小柄な人型をした魔女。杏子に両断され上半身だけになりながらもゆまに襲いかかったが、杏子によって撃破された。
大きな口を持つ黒いカエルの人形のような使い魔を使役している。
趣の魔女 / シズル
ドクロのような上半身に和服、一本足の不気味な姿の魔女。多彩な能力を持ち、杏子に外郭部分を撃破された後、第二形態に変化。返り血を利用した攻撃で杏子の四肢を切断し重傷を負わせるが、キュゥべえと契約して魔法少女となったゆまの治療魔法で瞬時に傷が再生した杏子によって撃破された。
腹巻のような物をまいたナマコのような使い魔や、手足の生えた壺のような使い魔などを使役しており、どの使い魔になるかは結界に応じて変化する。
魔女に変貌する前の姿は、大きなリボンを付けた和風の意匠の少女。
鎧の魔女 / バージニア
全身鎧に一つ目の姿をした魔女。織莉子の屋敷に現れ、キリカによってあっさりと撃破された。
この魔女の使い魔は未登場であるため不明。
魔女に変貌する前の姿は、凛とした雰囲気の髪の長い少女。
猫の魔女 / ステーシー
猫の顔が二つ組み合わさったような頭部に8本の腕を持つ魔女。偶然出会って行動を共にしていたマミとキリカに襲いかかる。キリカを袋状の物に閉じ込めるも、変身したキリカによって撃破された。
継ぎはぎだらけの巾着のような使い魔やミシンや裁縫道具を使って作業している使い魔を使役しているが、戦闘にはほとんど関与していなかった。
魔女に変貌する前の姿は、帽子を被った眼鏡の少女。
魔女化キリカ
呉キリカが魔女化した存在。女性の体を三つ組み合わせたような外見をしており、目玉の付いたハット帽を被っている。両腕のかぎ爪と背中から打ち出す角弾が主な攻撃手段。『[新約] 魔法少女おりこ☆マギカ』では、ドレスのような衣服を纏っている。
使い魔はシルクハットを被った毛玉のような物体で、鋭い牙の生えた口で見滝原中学校の教師や生徒に襲い掛かって喰い殺した。
魔女化する直前、キリカは織莉子だけは決して襲わないと約束し、約束通り織莉子だけは襲わなかった。
noisy citrineの魔女
番外編『noisy citrine』にて、えりかを結界に閉じ込めた魔女。名称不明。細長い壺状の身体に、いくつもの鉱石をくっつけたような姿をしている。極めて防御力が高く、真珠のネックレスを模したような触手で、キリカと交戦し追い詰めた。最終的には「ヴァンパイアファング」によって撃破されている。
使い魔は綿に真珠の目玉がついたような物体だが、戦闘になる前に、キリカによってあっさりと瞬殺されている。
魔女化リナ
『[新約] 魔法少女おりこ☆マギカ』に登場。人見リナが魔女化した存在。複数の仮面を組み合わせたような頭部と布状の羽を持つ鳥のような姿をしている。羽の下から鋭利な黒い刃状の物体を展開し、相手を切り裂く。

## 魔法少女かずみ☆マギカに登場するキャラクター

### プレイアデス聖団
かずみを始めとする7名で構成された魔法少女のチーム。名前の由来はプレアデス星団から。かずみのオリジナルである魔法少女・和紗ミチルが、絶望の末に集団自殺を図った6人の少女を助けスカウトして結成した。ミチルの意向により、各々の魔法少女は自身の技にイタリア語での名称を付けている。有事の際には海香が作家活動の印税で立てた豪邸や、みらいが契約の対価として出現させた博物館を拠点としている。なおチーム内に明確なリーダーは存在せず、皆が対等に意見を出し合う評議制を採っている。
ミチルの魔女化をきっかけに魔法少女システムの矛盾を知り、それを否定すべく魔女狩りと並行して魔法少女からソウルジェムを強奪・分断する、「魔法少女狩り」を行い、魔法少女たちの活動を停止させることで魔女の発生を抑制するとともに、魔法少女を人間に戻す方法を探っている。なお自分たちのソウルジェムはインキュベーターの一個体・ジュゥべえの記憶を改竄して支配下に置き、ジュゥべえにジェムの浄化とグリーフシードの回収を担わせることで魔女化を防止している。
魔法少女を人間に戻す手段を探す、という目的は全員共通であり結束しているものの、死んだミチルのコピーとして作り出したかずみの処遇を巡っては一枚岩と言えず、それぞれの思惑が蠢いている。
かずみ
声 - 丹下桜
本作品の主人公。自分の名前が「かずみ」ということしか覚えていない記憶喪失の少女。天真爛漫で人懐っこく食いしん坊で、「食べ物を粗末に扱ったやつは本当の悪人」という教えを持っている。その正体は後述するキャラクター・和紗ミチルの死体に魔女の肉を詰めて作り上げられた十数体のクローンのうちの一体であり、変身や魔法による戦闘を行うものの、厳密には魔法少女ではない。
変身すると露出度の高い白黒の魔女服のような姿になり、十字架状の杖を武器として扱う。耳には鈴状のイヤリングをつけており、双樹あやせは「体から分離している珍しいタイプのソウルジェム」だと述べた。イヤリング化を解くと底の部分から針が生え、グリーフシードに似た形となる。
必殺技は、十字架から光線を放つ「リーミティ・エステールニ」。また、生命の危機に晒されると凶暴化して手足が獣のように変化し、魔女の体を喰いちぎるなどの獣染みた戦いもする。このほかに「ちちんぷいぷい」の一言で物質を変化させるなどの様々な固有魔法を持つようだが、かずみの固有魔法は「破戒」の魔法である模様。
物語の終盤、「ヒュアデスの暁」と戦う際に、キュゥべえと「本当の人間に、魔法少女になりたい」という願いで契約し、正式な人間の魔法少女となって海香・カオルと共にヒュアデスの暁を倒す。のちに海香やカオルの通う中学校に転入し、担任教諭から本名を尋ねられ「昴 かずみ（すばる かずみ）」を名乗る。
契約後の衣装は露出度の少ないものとなり、武器も契約前とは形状の異なる杖を使用している。ソウルジェムの色は薄い紫。変身後は胸元に装着される。
『マギアレコード 魔法少女まどか☆マギカ外伝』では、当初は時系列上契約前の姿と名前で登場し、魔法少女服もこれに準ずる。その後、契約後のバージョンも実装された。
御崎 海香（みさき うみか）
声 - 内田彩
学業のかたわらベストセラー作家としても活動する中学生で、印税で建てた豪邸でかずみ・カオルと共同生活をしている。しっかり者で大人っぽい性格をしており、かずみのことは妹のように見ている。原稿執筆に行き詰まると普段はやらない料理をし始めたり、買い物でストレスを発散しようとしたりする。
過去に処女作を編集者によって盗作されるという絶望を味わったため、「自分の作品を認め、大切にしてくれる編集者との出会い」という願いを対価に、ジュゥべえと契約して魔法少女となった。変身後は白い修道服のような衣装となり、普段はかけていないメガネをかける。ソウルジェムの色は青で、額に装着される。
戦闘の際には魔道書型の道具を使ってカオルのための光球を放ったり、相手の特徴や弱点を読み取る必殺技「イクス・フィーレ」を使用する。また、魔道書を変形させて両側に槍頭を備えた槍状の武器にすることもある。その他にも額のソウルジェムを対象の額にあてることで記憶の操作が可能であり、この能力によってジュゥべえの記憶を改竄し聖団の手足としている。
牧 カオル（まき カオル）
声 - 田所あずさ
海香の親友で中学生。運動神経抜群で、サッカー選手として活躍している。明るく姉御肌で面倒見がよい。
試合中に相手プレイヤーのミスで選手生命を絶たれる大ケガを負い、さらにその相手が事故を理由にイジメを受けて自殺を図ったことから、「あの試合で傷付いたすべての人を救う」という願いを対価に、ジュゥべえと契約して魔法少女となった。当初かずみには自分の願いは「一生サッカーのできる丈夫な体が欲しい」ことであると偽っていた。
変身後の服装はフードがついたジャージのような服装。ソウルジェムは右膝のサポーターのような箇所に装着される。武器はスパイクシューズ。
サッカー選手としての俊敏性と、契約の対価によって強化された身体の強靭性を活かして、魔女の足止め・陽動を担う。身体を硬質化して攻撃・防御を行う「カピターノ・ポテンザ」や、海香の放った光球を蹴って相手にぶつける必殺技「パラ・ディ・キャノーネ」を使用する。
宇佐木 里美（うさぎ さとみ）
獣医志望の少女。心優しく涙脆い性格で精神的に脆い面があり、来たる魔女化を強く恐れている。甘いものが好き。変身後の服装は猫の耳の飾りがついたゴスロリ調の衣装。武器は猫の頭の飾りがついた杖。
3歳の誕生日に家族となった愛猫・サレを自らの不注意により死なせてしまったことで絶望し、「どんな子でも助けられるように、動物の言葉がわかる力が欲しい」という願いを対価に、ジュゥべえと契約して魔法少女となった。
他人に意識を憑依させ自在に操る、「ファンタズマ・ビスビーリオ」を使用する。
ニコの魔女化を目撃した際はパニックに陥り、魔女化から逃れるべく殺人をも厭わない残忍な一面を表した。その後かずみに彼女の正体を明かし、サキやかずみの失敗作らを操ってかずみの抹殺に乗り出すが、そのさなかで突如魔女化し、かずみに倒される。
若葉 みらい（わかば みらい）
小柄でファンシーな少女。裁縫が得意で、自作のテディベアを大切にしている。外見と裏腹に男勝りですぐ手が出る激情にかられやすい性格で、口調も荒く一人称は「ぼく」。その一人称ゆえにクラスメイトから気味悪がられて避けられていた過去を持ち、それを否定せずに受け入れてくれたサキを強く慕っていると同時に、サキにかわいがられているかずみに嫉妬して何かと突っかかる。
元は内向的で人付き合いが不得手であり、テディベア以外の友人ができなかったことで絶望していた。カズミとの出会いを経てサキや聖団という友達を得たことから、今まで自分を守ってくれた「トモダチ」であるテディベアのための「博物館を作る」という願いを対価に、ジュゥべえと契約し魔法少女となった。
テディベアを手足のように操り戦わせる魔法を得意とし、テディベアを無数に召喚し相手に襲いかからせ捕食させる「ラ・ベスティア」や、無数のテディベアを合体させ巨大化させる「ラ・ベスティア・リファーレ」を使用する。また持っている杖を、身の丈以上の巨大な大剣に変化させ相手を一刀両断にするなど、一撃必殺の肉弾戦にも長けている。
変身後の服装はピンクのドレスで、ハート型の飾りがついたカチューシャとチョーカーをつける。ソウルジェムは変身後チョーカーの飾りとして装着される。
サキを守ることを行動原理としているが、彼女のためと思って取った行動が裏目に出てしまうことが多い。第17話で、魔女化したサキを守るために「ラ・ベスティア」を唱えた直後、「あすなろの昴」と化したサキに食い殺された。
神那 ニコ（かんな ニコ）
カリフォルニアからの帰国子女。冷静沈着かつ飄々とした性格で、あまり感情を表に出さない。
幼少期に誤って友人2人を死なせてしまう事故を起こしたことから、その事故が起きなかった「if」を夢見て「もう一人の自分を生み出すこと」（正確には、「もうひとりの自分に自分の全てを託して幸せになってもらうこと」）を願いにジュゥべえと契約して魔法少女となった。
願いの対価として得たもう一人の自分には自身の本名である「聖カンナ」の名前を譲り与え、自身は「ニコ」と名乗っている。彼女が過ごす幸福な日常を見守ることで、自分もまたその幸福を追体験をしていた。
ソウルジェムの色は淡い水色（雑誌掲載時の第9話冒頭の場面と単行本3巻の表紙で確認できる）。変身後はうなじに装着される。変身後の服装は飛行士の制服をモチーフにした衣装。武器はバールのような形状の杖。
「再生成」の祈りによって、物質を別のモノに再構築する魔法を使い、自分の指をミサイルに変えて放ったり、周囲の物質を自分に変えることで分身する「プロルン・ガーレ」を使用する。バールのような杖を武器とし、杖から放つ再生成エネルギー波「レンデレ・オ・ロンペルロ」は、かずみの破戒魔法と組み合わせることで反作用エネルギーによる瞬間的爆発を起こす。また能力の応用によって作った通信機用アプリで、魔女の残留力を検出することも可能。
あやせとの戦闘中に突然「弾丸の魔女」へと変貌し、みらいの攻撃によって死亡する。
浅海 サキ（あさみ サキ）
団員に的確な指示を送る聖団の事実上の司令塔。情報を分析し作戦を立案するなど明晰であるが、若干短気で感情的になりやすい性格をしている。かずみに妹の面影を重ねており、かずみのことになると冷静でいられなくなってしまう。父は海外出張中であり、戦闘中に祖母の形見であるピアスをなくしたカズミに、父に頼んで探してもらった同じ型のピアスを渡している。
大切にしていた妹・美幸を事故によって失ったことで絶望し、その後カズミとの出会いを経て、自分と似た境遇にあるカズミの選択に倣って「妹が育てていたスズランが永遠に咲き続けること」という願いを対価に、ジュゥべえと契約して魔法少女となった。
雷の魔法を得意とし、乗馬鞭を武器として操る。変身後の服装は軍服をモチーフにした物。
ソウルジェムの色は不明。変身後は左手の甲に装着される。
和紗 ミチル（かずさ ミチル）
プレイアデス聖団の創設者で、ジュゥべえや聖団メンバーからは、和紗の「カズ」とミチルの「ミ」を縮めて「カズミ」と呼ばれていた。天真爛漫な性格で仲間からは慕われており、闘いの末に魔女化して死亡した後、彼女の死を悼んだ6人の手によって遺体に魔女の肉を埋め込まれ、「かずみ」の元となった。
危篤となった祖母の元へと向かう道中で魔女の結界に巻き込まれ、そこをマミに救われたことで魔法少女の存在を知る。その後ジュゥべえと「祖母の命が尽きるまでの間、祖母の意識をはっきりさせてほしい」という願いを対価に契約し、魔法少女となった。マミに影響を受け、自身や仲間の魔法少女の技名にはイタリア語で名称を付けていた。
変身後の服装と武器はキュゥべえと契約する前のかずみと同じもの。

### その他の魔法少女
ユウリ / 杏里 あいり（あんり あいり）
影に隠れて行動し、かずみを付け狙う魔法少女。その目的は親友・飛鳥ユウリを殺した（魔女化したユウリを倒した）プレイアデス聖団への復讐。「ユウリになる」ことを願いとして契約しており、ユウリを名乗っている。
物語の冒頭で聖カンナに唆されてかずみをトランクに閉じ込め連れ去ろうとしたほか、イーブルナッツを使って人間の魔物化を行った犯人でもある。裏で暗躍していたころは落ち着いた言動であったが、実際は激情家で過激な言動が多く、復讐のためなら手段を選ばず周囲の被害も試みないと危険な思考の持ち主。その精神状態は非常に危険な状態にいたっている。金髪のツインテールで、魔法少女としてはボンデージルックで、魔女のような大きな帽子を被っている。
武器はマジカルハンドガン「リベンジャー」。高い身体能力と素手で魔女を引き千切ることができる怪力を誇り、二挺拳銃を駆使した体術を操る。大量の銃器を空中に召喚し一斉射撃する他に牛型の魔獣を召喚し攻撃させる「コルノ・フォルテ」という魔法を使う。また変装や強力なバリヤを張るなど多彩な能力を持つ。
プレイアデス聖団の面々を襲撃してかずみを拉致し、聖団のメンバーや狂暴化したかずみと戦い彼女たちを圧倒したが、かずみたちの手で倒される。
ソウルジェムの色は黄色。変身後は胸のすぐ下の位置に装着される。
飛鳥 ユウリ（あすか ユウリ）
あいりが「ユウリ」になる前の本来のユウリ。
親友であるあいりの余命が短いことを知り、「どんな手を使ってでも助ける」と、あいりの病気を治すことを願いとして魔法少女となった。魔法少女となって以降はあいりの病気を治し、魔女と戦う傍らで魔法少女としての力を使い難病の子どもを治療し続けていたが、無理がたたり魔女化し、プレイアデス聖団に倒される。
料理の才能があるらしく、料理コンクールで決勝戦まで進出するほどの実力を持っていた。魔法少女に変身したときの姿は看護師のような姿で、ガトリング砲に似た形状の注射器を武器としていた。
プレイアデス聖団の面々は彼女が魔女化する現場に居合わせており、かずみの記憶では彼女らが魔法少女の真実に気付いた発端となった人物となっていた。
双樹姉妹（あやせ / ルカ）
ユウリとの戦いから一夜明けたころにかずみの前に現れた魔法少女。見滝原に向かう途中にプレイアデス聖団の噂を聞きつけあすなろ市に訪れた。そこで偶然ニコとかずみに出会い、その場でニコと交戦。ソウルジェムを奪われた後、後述する双樹ルカの人格が現れ反撃、その際にかずみのイヤリング（ソウルジェム）を奪おうとして反撃され、あやせとルカの人格が同時に出現した姿に変身。炎と氷の合体魔法でかずみを追い詰めるが、かずみとニコの同時攻撃を受けて敗れ、その後駆け付けたプレイアデス聖団のメンバーに取り押さえられてソウルジェムを奪われた。
あやせとルカの人格が同時に出た状態ではあやせの純白のドレスとルカの真紅の和服が合わさった服装になり、二刀流になる。超高熱と超低温の相反する属性を合体した魔法「ピッチ・ジェネラーティ」を操る。ソウルジェムの色は白（単行本2巻の裏表紙より）で、変身後は右胸に装着される。
第19話で、みらいの「ラ・ベスティア」でレイトウコからソウルジェムを引き離されたことによって二人同時に魔女化し、かずみたちに襲い掛かった。
双樹 あやせ（そうじゅ あやせ）
ソウルジェムのコレクターで幾つものソウルジェムを所持している。我が儘で好き嫌いが激しい性格である模様。「スキくない」と好きと嫌いの二重の意味がある言葉が口癖。また、聖カンナからイーブルナッツを受け取っており、かずみやニコとの戦闘で「奥の手」として使おうとしていたが、サキによって阻まれた。
魔法少女の姿は、左肩が露出した純白のゴスロリ風のドレスで武器は拳守のある刃渡りが厚い剣。剣を左腕に持っているため左利きである模様。超高熱魔法の使い手で炎を自在に操る。ソウルジェムを装着している位置は右胸。
双樹 ルカ（そうじゅ ルカ）
あやせのもう一つの人格。この人格の状態でもソウルジェムを所持し、魔法少女になる。魔法少女の服装は右肩が露出した深紅の和装のような服装で、武器はあやせの剣の護拳と合わさった日本刀で右利き。性格はあやせと正反対で言葉遣いがていねいで礼儀正しい。超低温魔法の使い手で氷を自在に操る。ソウルジェムの色は赤で、変身後は左胸に装着される。
聖 カンナ（ひじり カンナ）
神那ニコと瓜二つの姿をした魔法少女で、この物語の黒幕的存在。イーブルナッツを作り出してそれをあいりや双樹姉妹に配って使わせたり、あいりを唆してかずみを誘拐するなど、これまでプレイアデス聖団が遭遇した数々の事件を裏から操っていた。
その正体は、「ニコの願いによって生み出されたもう一人のニコ」。元々はニコが空想で生み出した架空の存在だったが、彼女が魔法少女になる際の契約の願いによって具現化され、魔法少女となったニコ自身の代わりに幸せな日常を生きるように彼女の本名を譲り受けた。
当初は何も知らずに幸せな生活を送っていたが、オリジナルのニコの存在を知ったことで自身がニコのコピーであること・自分自身が今まで生きてきたこと全てがニコに与えられた設定の中でしかなかったことに絶望し、ニコへの復讐の為に「相手に気付かれずに接続できる力が欲しい」という願いを対価にジュゥべえと契約して魔法少女となる。
上記の願いから生まれた魔法「コネクト」によって、相手に気付かれることなく接続し、接続した対象の位置や行動、記憶や感情、固有魔法すらも読み込んでそのまま自分の能力としてコピーすることができるほか、魔女に接続することで自分の手駒として操ることもできる。魔法少女の服装はニコとは別物のヒュアデス星団をモチーフにした黒に近いダークグリーンの服装で、背中から尻尾のように伸びたケーブルを武器としており、「コネクト」で相手と接続する際に使用するほか、鞭として使用することもできる。ソウルジェムの色は不明で、変身後は胸元に装着されるが、目立たないように加工されており、ニコと同じ場所にダミーのソウルジェムを装着している。
最終的には「本物」である人類を滅ぼして自分たち「偽物」の人造人間が新たなる新人類・ヒュアデスとして成り替わることを目的としており、魔女「ヒュアデスの暁」を作り出して世界を破壊し尽くそうとするが、魔法少女となったかずみとの激戦の末敗北する。その後、かずみの口からニコが本当に願っていたことを伝えられて涙し、かずみに全てを托すと自らソウルジェムを破壊して自害した。

### 妖精（インキュベーター）
ジュゥべえ
かずみたちと契約して彼女たちを魔法少女にしたインキュベーター。里美からは「べえちゃん」と呼ばれている。アニメ本編におけるキュゥべえとは異なり、耳や体色が黒く、首回りを包むファー状の毛皮から触手のような器官が生えているという外見上の差異がある。グリーフシードの取り込み口は額にある。通常のインキュベーターとは異なり固有の自我を持っており、口調は荒っぽい。
元々はインキュベーターの集合意識を共有していたが、魔法少女システムを知った海香の魔法によって記憶を改ざんされている。結果ソウルジェムの浄化を自ら担うなど、聖団に皮肉を飛ばしながらも手足として動いている。
その真の正体はキュゥべえの死体とデータ化したグリーフシードを元にニコが作った個体であり、名前の由来は「Incubator ver dependent（＝従属するインキュベーター）」を略したものである。その後、海香によってあすなろ市にキュゥべえのことを認識しなくなり、過去のキュゥべえの行動をジュゥべえに置き換えるという結界が張られた。しかし、ジュゥべえによるソウルジェム浄化は表面のみにとどまり、実際にはほとんど浄化されていなかった。最期はソウルジェムを浄化しきれずに体が破裂して死亡した。

### その他の登場人物（かずみ☆マギカ）
立花 宗一郎（たちばな そういちろう）
第1話でかずみを入れたトランクを持っていた青年シェフ。ショッピングセンターのオーナーに騙されて店や土地を奪われ、店舗を爆弾入りトランクで爆破するテロを計画したが未遂に終わる。かずみにビーフストロガノフをご馳走する。
石島 美佐子（いしじま みさこ）
地元警察の女性刑事。出世を目論んで立花やかずみを巻き込む自作自演の事件を起こす。あいりによって力や情報を与えられ、カマキリのような怪人（後述する魔女モドキ）になってかずみを襲うが、変身したかずみに敗れる。その後、海香の魔法によって事件に関する一切の記憶を取り除かれた。
志田 京香（しだ きょうか）
化粧品の販売員。ガングロや茶髪にして肌や髪が荒れている女子高生に失望し、負の感情からスライム状の魔女モドキと化す。

### 魔女（かずみ☆マギカ）
コールサイン「プロローグ」
第3話で登場した魔女。
属性は不明で、子供の落書きのような外見をしており、移動図書館として使われていたワゴン車に潜んでいた。サキによると、「使い魔から成長した魔女」。使い魔はしおり状の人間。
海香とカオルを丸呑みにして窮地に追いやるが、駆けつけたサキたちに救出され、合体魔法「エピソーディオ・インクローチョ」で動きを封じられたところを「メザノッテ・チャマンテ」を合図に放たれたかずみの「リーミティ・エステールニ」を受けて消滅した。
魔女
飛鳥ユウリが魔女化した存在。プレイアデス聖団の目の前で変貌した。
属性は「（度が過ぎる）献身」で、注射器状の形をしており、結界に入った人間に麻酔を打ち込み、調理するかのように切り刻んで患部を取り出す。使い魔はフォーク。弱点は「必要とされないこと」。
心臓の魔女
杏里あいりが魔女化した存在。かずみとの戦闘中に変貌した。
属性は「自己否定」で、心臓の形をしていて、除細動器がツインテール状に繋がっており、病弱だったあいりに残った蘇生される自分のイメージを象徴している。使い魔は球根。弱点は「薬毒」。
弾丸の魔女
神那ニコが魔女化した存在。双樹姉妹との戦闘後に突然変貌した。
属性は「罪悪感」で、頭に弾痕のような穴があいた上半身だけのマネキン人形のような形をしており、両腕をはさみに変えて切りつけてくる。常に被害妄想に取りつかれており、結界に踏み込んだ人間は問答無用で抹殺してしまう。
使い魔は人の上半身をかたどった的。
古代の海の魔女
第11話で登場した魔女。魔法少女になる前の海香たちの絶望に付け込んで集団自殺に導こうとしていた。
属性は「さみしがりや」で、サンゴやクラゲのような群体の生命を思わせる魔女で、群体であるため、部位破損によるダメージでは致命傷を与えられず、全群体を一度に殲滅しない限り倒すことができない。
分裂した時の姿はリボンを付けたかわいらしいクラゲのような姿をしており、合体すると二つの顔と無数の触手を持つ巨大なクラゲのような姿になる。なお、使い魔が合体して魔女になるのか、魔女が分裂して使い魔の外見をしているのかは不明。
強力な魔女であったが、ミチルに海香たちが生きる希望を取り戻すために利用され、最期はミチルの「リーミティ・エステールニ」を受けて消滅した。
魔女
和紗ミチルが魔女化した存在。
なきむしの鎧
宇佐木里美が魔女化した存在。かずみとの戦闘中に突然変貌した。
属性は「臆病」で、耳が生えたホイッスルのような頭部と籠のような胴体を持つ獣使いのような姿をしており、その胴体の中に臆病でかわいらしい兎のような本体が隠れている。笛を吹きながら鞭を振って侵入者を威嚇するが、怯え涙を流して逃げれば追ってくることはない。
使い魔は口が縦向きに生えた猫で、ホイッスルのような頭部を鳴らして操っている。
あすなろの昴
浅海サキが魔女化した存在。聖カンナの手によって魔女化させられた。
属性は「姉妹愛」で、鈴蘭の模様が描かれた球体のような姿をしており、鋭い牙の生えた口で相手を食い殺す。サキの妹・美幸の面影を持つミチル、そしてそのクローンであるかずみへの強い愛を行動原理とし、妹を守ることを優先する。
双頭の邪翼
双樹姉妹が魔女化した存在。若葉みらいの魔法によって「レイトウコ」から引き離されたソウルジェムから生まれた。
属性は「豪奢」で、翼の生えた犬のような姿をしている。魔女化後も2人で一つの身体を共有し、2つの頭を持つ。魔女化してもなお「究極の宝石」を追い求めており、止めるためにはソウルジェムを与えるしかない。カンナによると、「外道魔女」。
海香とカオルを圧倒するが、復活したかずみに圧倒され、最期は「リーミティ・エステールニ」を受けて消滅した。
魔女軍団
「レイトウコ」の魔法陣に留め置かれたソウルジェムが、若葉みらいの最後の魔法によって引き離され、そこから一斉に誕生した魔女たち。みらいの群体支配魔法「ラ・ベスティア」によって支配されたことで、あすなろの昴を守るために行動する。
計5体誕生し、「双頭の邪翼」とともに海香とカオルを圧倒するが、復活したかずみによって全滅させられた。
ヒュアデスの暁
聖カンナが「コネクト」の魔法を使って複数のソウルジェムを結合し、同時に孵化したことで突然変異・融合して誕生した巨大魔女。命名はキュゥべえによる。
属性は「破滅」で、ワルプルギスの夜と同等の大きさを持ち、ワルプルギスの夜と同様に結界を必要としない。使い魔もワルプルギスの夜同様に魔法少女に酷似した影のような姿をしている。
最期は合体魔法「メテオーラ・フィナーレ」を受けて消滅した。

## 魔法少女たると☆マギカに登場するキャラクター

### フランス側の魔法少女
タルト
声 - 堀江由衣
本作品の主人公。本名はジャンヌ・ダルク。「タルト」の名前は自身の名前を書いた際に「Jehanne Tart」と書いたため、キューブ（キュゥべえ）が「タルトというのはいい響きだ、そう呼ばせてもらいたい」と言ったことに基づく。一方タルトはキューブのことを「天使様」と呼んでいる。
プロローグにて、かつて「聖女」「乙女」と謳われた彼女が「異端」「魔女」として火刑に処される中、絶望を抱かず「人」として運命を受け入れ、ソウルジェムを握りしめて過去を思い出すところから物語は始まる。
百年戦争において、連合イングランド軍より領地を取り戻すべく前線で戦う魔法少女のひとりで、兵士や領民から「聖女」「乙女」として崇められている。平和を願い戦争を終結させるためにキューブと契約した。
キューブによると「規格外な力」を持ち、光を操る固有魔法を使い、魔女の攻撃や大砲の弾ですら無傷でいられるほどの耐久力を持っているが、生来の平和主義なために武器を所持しておらず、固有魔法を応用して、頭にイメージすることにより「光の剣」や「光弾」など、光（=熱エネルギー）を様々な武器に具現化させて使用し、必殺技として長槍に変化させて高威力の攻撃を与える「ラ・リュミエール（光よ）」を使う。大技を使用するに比例してソウルジェムの濁りも早くなる。後に謎の魔法少女から魔法で冶金した「クロヴィスの剣」を授かり、それを媒介とすることで魔力消費の調整ができるようになる。
ドンレミ村で妹のカトリーヌともに敬虔なキリスト教徒として平和に過ごし、村人からは「ジャネット」と呼ばれていた。ある日、カトリーヌと共に光が見え、それが森の方に行くを見て森の中に入るが、そこでグリーフシードが孵化し、現れた魔女結界の中で魔女の口づけを受けた兵士に襲われるが、その時に現れたリズとキューブに救われる。魔女を倒したリズとキューブに自らを探していたと告げられ、キューブに魔法少女として契約を望まれる。最初のうちは自分は人々を助けるような立派な人間ではないと拒否していたが、盗賊団による村の襲撃で村人とカトリーヌを失い、戦争を終わらせ平和な時代にしたいと決意し、「フランスに光をもたらす力を」と願い魔法少女になった。
後に魔法少女が魔女になることを知り、フランスが平和になるならばと覚悟しているが、タルトの因果律があまりにも強大で、物事がタルトの思う通りの結果へと繋がることに対し、タルトの願いが達成された後がどうなるかに対し、リズは不安を隠せないでいる。
その願いにふさわしい強力な魔力の行使と破格の攻撃力・防御力を誇り、潜在的な魔力量を多く持つものの、持久力に欠け燃費の悪さが際立っている。
終盤、既にソウルジェムが限界を迎えていたものの、リズの願いに寄って魔女化が防がれていたことが判明。その力でイザボー・ド・バヴィエールを打ち倒すも、このままでは自身が呪いを振りまく存在となってしまうことを危惧し、自ら捕らえられ、火刑に処せられた。
リズ・ホークウッド
声 - 小清水亜美
イタリア人の傭兵。本名はリズ・ヴィスコンティ。
防御力を除き基本的にバランスが取れた能力を持っている。影を操る固有魔法を持ち、影から影へと移動することができるほか、汎用性に優れ防御力が劣る点を影に潜り込むことでカバーしている。使用する武器は前後につり下げた4本の短剣で、影を通して遠くの敵を攻撃するなど主に暗器として使用し、固有魔法との重ね技で槍や鞭、大鎌など様々な武器に変化させて使用する他、鎖状にして相手を拘束することもできる。
とある願いのためにタルトよりも先にキューブと契約して魔法少女となっており、キューブと共に魔女を倒す旅をしていた。表情は乏しく物事にはたいてい無表情だがかわいいもの好きな一面も。
ラピヌとの戦いで、「何度倒しても魔女化と魔法少女化を繰り返す」という魔法を持つ彼女を倒すため、共に影の世界へと消える。その後、タルトとイザボーの最後の戦いでソウルジェムのみで現れ、タルトの籠手へと変化して、ともにイザボーを倒す。その後、残ったソウルジェムは消滅した。
メリッサ・ド・ヴィニョル
声 - 加隈亜衣
ラ・イルの実娘で、従者として父と共に戦線を渡り歩き、タルトたちの身の回りの世話もしている。プロローグでジャンヌ（タルト）が火刑に処される姿を、兵士に取り押さえられながら見届けている。使用する武器は樽状のハンマーと魔法の鎖で繋がっている長柄のメイスで、相手にハンマーをぶつけ、さらに魔力を込めてハンマーを突くことにより空間ごと消滅させることができるが、同時に武器も消滅するため、一回の変身につき一度しか使用できない。
1429年5月8日のオルレアン解放作戦時にタルトたちの従者として命を受け同行していた時、キューブの姿が見えることからキューブに契約を薦められ、後にコルボーの猛攻にタルトとイルが苦戦したことから、みんなを助けたいとキューブと契約し魔法少女になった。
エリザ・ツェリスカ
声 - 沢城みゆき
神聖ローマ皇帝妃バルバラ・ツェリスカの実娘で、ドラゴン騎士団の一員。バルバラが男妾との間にもうけた子で、皇帝ジギスムントに露見され母娘ともに追放されるも、ペレネルとキューブに出会ったときに「自分の存在を認めさせる」ことを願って魔法少女となり、母とともに宮廷に戻った。「突如現れた『乙女』の力を計り、シャルル王太子の戴冠に尽力せよ」という命令を受けてフランスに向かい、タルトたちと行動を共にする。
貴族出身であり、家名を誇りとし、「ドラゴンの記章」が刺繍されているマントを羽織っている。使用する武器はペレネルの錬金術で造られた5つの銃身を持つ斧付きのライフルだが、魔法少女としての武器は別に存在する。魔力を込めることによりガトリング砲のように連射することも可能。
ペレネル・フラメル
声 - 能登麻美子
学者風の容姿に眼鏡をかけた魔法少女であり、錬金術師を生業とする。武器は杖で、魔女の突進をものともしないシールドを展開することができる。光の固有魔法の消費に苦労しているタルトの前に現れ、彼女のために魔法の媒介となる、魔法で冶金し直した「クロヴィスの剣」を授けた。リズを「白き傭兵の子孫」と呼ぶなど色々と謎の部分が多く、キューブとは旧知の仲でもあり、キューブの動向を監視している。エリザとも古くからの交流があり、彼女にも錬金術で錬成した銃剣を与えている。名前は4巻収録の第15話にて、初めて明かされた。
『マギアレコード』内のイベントではニコラ・フラメルの妻であることが明かされている。

### フランス側の人物
ジル・ド・モンモランシ＝ラヴァル（ジル・ド・レ）
フランス軍部隊長。戦場において勝利のためなら非情になれる男。タルトを「聖女」と神聖視している。
エティエンヌ・ド・ヴィニョル（ラ・イル）
フランス軍傭兵部隊長。ジル・ド・レ同様タルトたちラ・ピュセルに信頼を寄せている。
ジャンのオルレアン防衛の救援のために王太子シャルルの命を受けて傭兵部隊の隊長として派遣されたが、イングランド軍への強襲作戦が魔法少女たちによって失敗に終わり、ジャンを救い出す形で逃げ延びる。
カトリーヌ
タルトの妹。故人。リズがドンレミ村に滞在している間、タルトと共に剣の師事を受け剣の才能を見出したが、魔法少女としての才能は無くキューブの姿が見えない。リズの不在中に盗賊団が村を襲撃、タルトと村を守るために剣を握り応戦したが死亡した。理不尽な時代により起きた彼女の死は、タルトが戦争を終結させることを決意し、魔法少女となるきっかけとなった。
ロベール・ド・ボードリクール
ドンレミ村の北方に位置するヴォークルール城砦都市の城主で、砦の守備隊長も務めている。フランス王家と親交が深い。戦争を終わらせるためタルトたちはまずロベールに謁見し、シャルル王太子との謁見を執成してもらおうとヴォークルールへ向かった。この時魔女によりロベール達は洗脳されていたが、タルトが魔女を倒したことにより洗脳が解け、事態を理解し魔女が討ち取られたことに感謝し、タルトの協力を約束した。
ジャン・ド・メス
ヴォークルールの準騎士。気さくな性格で女性に対しては紳士的。
ベルトラン・ド・プーランジ
ヴォークルール準騎士。堅物で気の荒い性格。
ジャン・ド・デュノワ
オルレアンの総司令で、「バタール・ド・オルレアン（オルレアンの私生児）」の通称を持つ。イングランド軍補給部隊に対し倍以上の兵力で強襲をかけたものの、イングランドの魔法少女たちに返り討ちに遭い、壊滅的な状況に陥るが、ラ・イルに救われる形で難を逃れる。
王太子シャルル
後のフランス王シャルル7世。かつてミヌゥたち姉妹の力を見せつけられ絶望し幽閉されていたが、タルトに出会い、彼女の決意に光を見てからは彼女にフランスの未来を託すことを決意した。

### 連合イングランド側の魔法少女
ラピヌ
声 - 井澤詩織
3人の中では最も背が低いものの、長姉という立場におり、ウサギの仮面を付けている。ラピヌとはフランス語で「ウサギ」の意味。遺体を遊び道具にするなど無邪気で邪悪な性格だが、妹たちを愛し、また姉として愛されている。
かつて魔女となった母（イザボー）に「お母さまを元に戻して」という願いをして魔法少女となったため、魔女となっても、倒されるとまた魔法少女に戻るという魔法を持つ。また、魔女化前後とも、他の魔法少女の変身を解除する『魔眼』と呼ばれる物を使用する。
ミヌゥによって「コルボーはタルトたちに殺された」と吹き込まれ、復讐のために彼女たちに襲いかかる。その事実上不死身とも言える魔法で彼女たちを追い詰めるが、リズが自分ごと彼女を影の世界に封印したことにより倒される。
コルボー
声 - 大坪由佳
3人のイングランドの魔法少女の中では最も長身で、鼻の先が嘴のように長く伸びた黒いカラスの仮面と鳥の翼をかたどったフード付きのケープを身につけている。3人の中で次姉に当たる。コルボーとはフランス語で「カラス」の意味。
自身の魔力消費を他の魔法少女に押し付ける「強要」の力という対魔法少女に特化した固有魔法を持ち、ダメージを受けても回復能力で即完治させ、回復に使用した魔力消費を相手に押し付けるため、結果として相手のソウルジェムの濁りが促進され、自身のソウルジェムは一度たりとも濁ったことがない。
武器は所持していないが、魔力で身体能力と威力を上げた徒手空拳により脅威の破壊力を持つ。
姉妹想いな性格であり、彼女たちが戦う必要がないよう対魔法少女に特化した魔法少女になるよう願った経歴を持つ。
パテーの戦いにて、黒死病を引き起こす羽根をまき散らす『La Danse Macabre（死の舞踏）』という魔法で両軍を見境なしに壊滅の危機に陥れるが、そのことに怒り、覚醒したタルトに魔法を無効化された上に追い詰められる。そこへ現れたミヌゥによって、用済みとしてソウルジェムを砕かれ死亡した。
ミヌゥ
声 - 田中理恵
連合イングランド軍に就いている、猫の仮面を付けた魔法少女。3人の中で末妹に当たる。洗脳魔法を使い、勝利のためなら兵士はおろか仲間の魔法少女をも駒として使い捨てにし、「魔法の焼きゴテ」で魔法少女に焼印を入れることにより強制的に魔力を使い果たさせ、魔女化させる。この方法で仲間の魔法少女を魔女化させ、洗脳した魔法少女に討ち取らせて苦もなくグリーフシードを回収するなど非道な性格の持ち主。ただ、回想シーンではかつては気弱な性格だったことが示唆されている。「主」に絶対の忠誠を誓っており、「主」よりも自分たちのために戦うコルボーを最終的に粛清した。ミヌゥとはフランス語で「メス猫」の幼児言葉、ニュアンス的には「ネコちゃん」のような意味。
多条の鞭を武器として使い、その鞭を振るうことで当たった箇所を爆発させる「九尾の猫」という攻撃魔法を使う。
実母であるイザボーを狂信的に愛しており、その願いも「母をいかなる魔法少女にも傷つけることが出来ないように」というものだった。イザボーが倒されたことで魔法少女としての力を失うが、タルトを捕らえ、その後はイザボーの抜け殻に寄り添い続るという余生を送る。さらに5年後、エリザとメリッサの手で討たれた。
ラム
ミヌゥにより洗脳された魔法少女。プロローグでタルトたちに倒された後、ミヌゥにより魔女にされた。武器は剣。
フレシュ
ミヌゥにより洗脳された魔法少女で、コルボーの補佐としてタルトたちと戦った。武器は弓で、タルトの防御力をも凌ぐ貫通力を持つ。追い詰められたコルボー救出のため、ミヌゥにより魔女にされた。

### 連合イングランド側の人物
イザボー・ド・バヴィエール
声 - たかはし智秋
仮面の魔法少女たちが絶対的な忠誠を誓っている女主人で、彼女たちの実母。フランスのどこかに存在し、仮面の魔法少女に指示を出している。かつてキューブと「自身がキューブとなる」という契約を行って魔法少女になっており、自身の配下である魔法少女たちは全て彼女と契約して作り出された存在である。その力でフランスを掌握しようとしていたが、「肉体はキューブであっても魔法少女であるということには変わりがない」ということに気づかなかったため、魔女化。最悪の魔女である『女王（ラ・レーヌ）の黄昏』となるが、ラピヌの願いを不完全な形で叶えたことで、邪悪な意志のみを残したままイザボーとして行動していた。
終盤、魔女としての正体を現してフランス軍を襲撃。前述のミヌゥの願いで魔法少女の攻撃を全て無効化していたが、魔女に近い存在となったタルトによって倒される。
その後は抜け殻としてミヌゥに寄り添われたまま生を終えたことが示唆されている。
ジョン・タルボット
イングランド軍総司令。肥満体型の策士で、「主」との契約でミヌゥたち三姉妹の行動を優先に全軍を動かしている。

### 魔女（たると☆マギカ）
魔女化ラム
ラムが魔女化した存在。下半身がフクロウの頭部と翼になった、逆立ち体勢のアカデミックドレスを纏った女性のような姿をしている。高速で飛行し、羽を撃ち出して攻撃する。
ミヌゥの「魔法の焼きゴテ」で魔女化し、タルトたちに襲い掛かったが、「ラ・リュミエール」で跡形もなく消滅させられた。
魔女化フレシュ
フレシュが魔女化した存在。下顎に巨大なクロスボウを備えたシュモクザメのような姿をしている。空中を遊泳しながら、クロスボウから矢を撃ち出して攻撃する。
ミヌゥの「魔法の焼きゴテ」で魔女化し、オルレアンを射貫こうとしたが、矢の軌道をエリザにそらされて阻止され、最後はタルトに両断された。
魔女化ラピヌ
ラピヌが魔女化した存在。王冠とマントを身に着けたウサギのような姿をしている。念動力で自分の周囲に存在する武具を操ったり、両目やマントの下に備わった『魔眼』で魔法少女の変身を解除する能力を持つ。
女王（ラ・レーヌ）の黄昏
イザボーが魔女化した存在。性質は「支配」。最悪の魔女と恐れられる巨大な魔女で、無数の人面芋虫を下部に生やした城塞の姿をしている。フランス全土を覆い尽くすほどの巨大な結界を展開し、蝶のような本体を持つ。後部や両腕に備わった砲塔から強力な破壊光線を発射して攻撃するほか、上述のラピヌの願いによりイザボーの自我を宿しており、ミヌゥの願いにより魔法少女の攻撃を無効化する。

## 魔法少女すずね☆マギカに登場するキャラクター

### 主要人物（すずね☆マギカ）
天乃 鈴音（あまの スズネ）
声 - 南條愛乃
身長152.6cm、体重42.0kg、血液型O型。
本作品の主人公。最近になって茜ヶ咲中学校の1年C組に転入してきた少女。左目側に泣きほくろがある。普段は新聞販売店で住み込みながら学校生活を送っているが、「切り裂きさん」と呼ばれる連続少女殺人事件の犯人という裏の顔を持つ。
幼いころに魔女によって両親を殺され、その際に美琴椿という魔法少女に助けられたことから「椿のような魔法少女になりたい」という願いで自らもキュゥべえと契約する。以後は椿と共に魔法少女として魔女と戦っていたが、椿が魔女化したことで魔法少女の真実を知り、魔女を生み出さないために魔法少女を殺し回る暗殺者へと変貌した。
魔法少女の姿は灰色のコートを羽織っており、大剣を武器とする。ソウルジェムは灰色で、ネックレスとして首にかけられている。倒した魔女の能力を一種類だけコピーし、自分のものとすることができる。かつては魔女を倒すたびに上書きしていたが、椿の魔女を倒した後は彼女が使っていた火炎系の魔法を使い続けている。また、キュゥべえも気づかないほどに気配を消すことも可能。作中では、姿と気配を消す魔法「陽炎」と複数の炎の剣を生成して操る魔法「炎舞」、後述のお守りを媒介として強力な炎の奔流を放つ「桜火」を使用している。普段から髪にはお守りを結わえており、それには殺した相手の名前を書いた紙を入れている。これは椿がしていた相手のことを忘れないというまじないである。亜里紗との交戦中に華々莉から真実を突き付けられて絶望しかけるが、茉莉によって救われ、茉莉と共に華々莉を追い詰める。魔女カガリを倒して取り込まれていた茉莉を救った後、茉莉に感謝されながら自害した。彼女の意思は茉莉に受け継がれることとなる。
成見 亜里紗（なるみ アリサ）
声 - 植田佳奈
身長156.2cm、体重45.8kg、血液型B型。
茜ヶ咲中学校の2年。以前は地味でいじめの対象にされていたが、ある時キュゥべえと出会い、「いじめられたくない、強くなって皆を見返したい」と願って魔法少女の契約を結ぶ。強くなったことでいじめられなくなり、性格も強気になっていったが、同時に横柄な言動が目立つようになり、無断欠席や校内飲食・暴力沙汰を起こし、見かねた千里に打ち負かされる。この時、千里の説得や薦めもあって遥香たちのチームに加わることとなり、こうした経緯から千里とは軽口をたたき合うほどの仲となった。
前述の事情もあってか、千里を惨殺した鈴音に対しては千里の仇として深い憎しみを持つ。後に遥香が魔女化するところを目撃して魔法少女の真実を知り、軽はずみにキュゥべえと契約してしまった後悔から自分を見失って千里と出会う前の振る舞いに戻るが、唯一残った「親友の仇を取る」という動機に従って鈴音に戦いを挑み、突然現れた華々莉に背後から刺され死亡する。
魔法少女の姿は桃色を基調とした服を着ており、大鎌を武器としている。固有魔法として、自らの身体能力を強化する「ブーストアップ」を用いる。
詩音 千里（しおん チサト）
声 - 東山奈央
身長155.4cm、体重44.7kg、血液型A型。
茜ヶ咲中学校の2年。1年前、魔法少女になったばかりの亜里紗の目に余る行動を咎めるために対決し、亜里紗を負かした後に説得し仲間に誘った。こうした経緯もあってか、亜里紗とは特に仲がいい。
人気絵本作家だった父がある日を境に売れなくなったことが原因で母に当たり散らすなど荒れた生活を送るようになり、母の死後、その父の矛先が千里に向かうようになったために「父親の更生」を願って魔法少女となった。
魔女の結界があるかパトロールしている最中に鈴音に背後を取られ、そのまま殺害されてしまう。
魔法少女の姿は青を基調とした警官のような姿で、二丁拳銃を武器としている。能力は魔法効果の解除。
奏 遥香（かなで ハルカ）
声 - 松井恵理子
身長161.5cm、体重52.0kg、血液型O型。
茜ヶ咲中学校の3年で、生徒会の役員を務めつつ、茉莉・千里・亜里紗と魔法少女のチームを組んでリーダーとして行動している。
良家の令嬢でそつのない行動を取っており、周囲からは完璧に見られている。しかしそれは姉の可奈多に対するコンプレックスが元となって努力を重ねた成果であるため、完璧に見られることについても複雑な想いを抱いている。
コンプレックスの対象であった完璧な姉の消滅を願って魔法少女となっており、普段の善行は軽い気持ちでこのような契約をしてしまった後悔による贖罪のため。
千里を見殺しにしたという後悔の念を抱いている最中に魔女の結界に取り込まれ、その時に過去のトラウマをえぐられたことで結界を出た後に鈴音・亜里紗・茉莉の目の前で魔女化し、鈴音との戦闘の末に倒される。
魔法少女の姿は黄色と白を基調とした服を着ており、片手剣を両手に持ち状況に応じて結合させて両刃の長刀としても使う。また魅了の魔法を使うことができる。
日向 茉莉（ひなた マツリ）
声 - 村川梨衣
身長147.6cm、体重41.3kg、血液型O型。
茜ヶ咲中学校の1年生。鈴音のクラスメイトであり、遥香たちのチームの一員。クラスメイトとして鈴音と接してきた関係から、クラスの友人として鈴音の凶行を止めさせようとする。しかし、華々莉が現れたことにより鈴音のもとに向かい共闘し、窮地に追い込まれた鈴音を自身の能力でサポートする。華々莉が魔女化した後は魔女カガリに取り込まれるが、鈴音に助けられた後、彼女の最期を看取った。華々莉の魔女化を経て絶望に耐えうる存在となり、椿や鈴音の意思は彼女に受け継がれた。
元々は盲目の少女で、「目が見えるようになりたい」と願って魔法少女として契約した。
魔法少女の姿は緑を基調とした服を着ており、両手に巨大なナックルを付けている。武器はガントレットで、ナックルの甲から目くらましの閃光を放つほか、頭部のシニヨンキャップ状の物体からレーダーを展開し、姿を消している相手の気配を感じ取る能力を持つ。
名前の由来はマツリカ（茉莉花）。
日向 華々莉（ひなた カガリ）
茉莉の双子の姉。鈴音に敵対心を持ち、付け狙っている。
実は連続少女殺人事件を陰で操った本作品の黒幕。椿が死んだ原因である鈴音へ復讐するために、「鈴音に椿が味わった苦しみと同じ苦しみを味わわせたい」という願いで魔法少女の契約を結び、彼女の記憶を操作して連続少女殺人事件を引き起こさせていた。計画の邪魔にならないようにするために茉莉の記憶を操作して自身のことを忘れさせていたが、後に彼女の記憶を元に戻している。鈴音と交戦中であった亜里紗を殺害。鈴音に真実を突き付け魔女化を促そうとするものの、茉莉に阻止される。鈴音との戦いでは最初は鈴音を圧倒するが、茉莉のサポートによって形勢を逆転されてしまい、自ら魔女化する。その後茉莉を取り込むが、茉莉を救おうとした鈴音に倒される。
魔法少女の姿は腹部を露出したドレスのような服装で、チャクラムを武器としている。記憶や意識を操作する魔法を操り、相手の記憶を消したり、偽りの記憶を植え付けたりすることができるほか、戦闘面では幻覚を見せて攪乱させたり、同士討ちさせたりするのに応用できる。また、それは自身に及ぼすことも可能で、使い方次第では自身の魔女化を促すことも可能。
名前の由来はシクラメンの和名・カガリビバナ（篝火花）。

### その他の登場人物（すずね☆マギカ）
奏 可奈多（かなで カナタ）
遥香の姉。天才とも言える才能を持ち何事も完璧にこなすため、両親や周囲の大人から高く評価されていた。遥香には優しく接していたが、遥香は可奈多と比べられることに劣等感を覚えていた。遥香が魔法少女となった際に「可奈多の消滅」を願ったことでこの世から存在が消滅し、遥香以外の人間の記憶からも抹消されてしまう。
漢字名の「可奈多」は本作品の連載終了後に作者がTwitter上で「今つけるなら」と前置きした上で答えている。
穂香 佳奈美（ほのか カナミ）
第1話に登場した魔法少女。他人を信じやすく騙されやすい性格。趣味は貯金。好物は焼き芋。
魔法少女の姿は赤と白を基調とした服を着ており、武器は双剣。
魔女との戦闘で苦戦していた所を鈴音に助けられ、感謝と同時に握手を求めたが、鈴音に殺害された。
おばあちゃん子な性格で、祖母の危機に駆けつけるという願いで魔法少女になった。この契約により、自身のスピードを上げるという能力を持つ。
作中ではほぼ「カナミ」とのみ表記されており、「佳奈美」は1巻2話で鈴音が登校前に読んだ事件の新聞記事で確認できる。名字についても作中では明示されておらず、本作品の連載終了後に作者が自身のブログのコメントに書き込まれたファンからの質問に「正直に言わせていただくと情けないことに全く覚えていないのですが、単行本を確認してみると、私には『穂香』のように見えました。」と答えるに留まっている。
美琴 椿（みこと ツバキ）
声 - 日笠陽子
かつて鈴音と共に暮らしていた魔法少女。鈴音と同様に両親を魔女に殺されたほか、一度だけ自身の魔法で他人を傷つけたという過去を持つ。魔女によって家族を焼殺されたことから、「魔女を倒す力が欲しい」という願いで契約している。
日向家に住み込みで働き、幼くして母親を亡くした華々莉・茉莉姉妹の母親代わりとして面倒を見ていたが、鈴音を保護するために日向家を出る。その後は鈴音と行動を共にしていたが、手に入れたグリーフシードを鈴音にばかり費やしていたために自身のソウルジェムの浄化が疎かになり、魔女化した結果鈴音によって倒される。
魔法少女の姿は赤を基調とした和装のような服装で、日本刀を武器としている。火炎系の魔法を操り、作中では鈴音のものとは違って掌から炎を放つ「炎舞」を使用している。
名前の由来は花のツバキ（椿）。
ミカ
かつて亜里紗をいじめていた女子生徒3人組のリーダー格の少女。髪型は茶髪のショートカット。校内ではよく知られたヤンキーで、被害を恐れる生徒たちはミカによる亜里紗へのいじめを黙殺していた（これも契約時に願いとして反映）。
亜里紗の契約後に後述のエリ・レイと共に亜里紗を恐喝しようとし、返り討ちに遭って右手を複雑骨折する重傷を負う。以降は物語へは登場せず、亜里紗はこの一件を境に態度が豹変し、非行が目立つようになる。
エリ
亜里紗をいじめていた女子3人組の1人。髪型は金髪のポニーテールで、肌は色黒。作中では名前が出ることはなかったが、後述のレイ同様作者のブログのコメントにて「エリ」という名前が設定されていたことが公表されている。
レイ
亜里紗をいじめていた女子3人組の1人。髪型は黒髪のロングヘア。エリ同様、作者のブログのコメントのみで「レイ」という名前が設定されていたことが公表されている。3人の中では一番露出度が低く、あまり目立たない。
亜里紗の母
千里の死後、ショックで自室に引きこもりがちになっていた亜里紗を心配する。
奏夫妻
周囲の大人たちと共に長女の可奈多の才能を称賛し将来への期待をかけるが、結果“天才の妹”としてのコンプレックスにとりつかれた遥香の嫉妬と契約につながり、“存在しなかったもの”として記憶を改変された。
千里の父
元絵本作家。自らの理想による独自の作風を売りにしていたが、子どもたちに浸透しきらず低迷し、ついには出版社にも見放され挫折する。その後酒に溺れ千里や妻に手を上げるようになり、やがて妻を過労死させてしまう。残された千里の契約の願いによって穏やかになったものの、天職だった絵本作家の立場を完全に失うことになった。
天乃夫妻
娘の鈴音が幼いころ、外出中に鈴音と3人で魔女結界に迷い込んで犠牲となる。
華ヶ莉・茉莉の父
娘たちが幼いころに妻を亡くしたため、家政婦として椿を自宅に迎え入れる。鈴音を心配した椿から家を離れたいと申し出られた際、彼女のことを第2の母と慕っていた娘たちを心配しつつもそれを承諾する。

### 魔女（すずね☆マギカ）
魔女化遥香
奏遥香が魔女化した存在。頭部が5本の腕と単眼を持つ巨大な唇となった、ドレスを纏った女性のような姿をしている。周囲を漂うミラーボールのような球体から光線を放ったり、魅了の魔法で相手の動きを封じたりする。鈴音に襲いかかるが、炎舞によって倒された。
倒された瞬間、元の肉体の残影が亜里紗たちの前に一瞬現れている。
魔女化椿
美琴椿が魔女化した存在。頭部がツバキの木となった、和装の女性のような姿をしている。現場に居合わせ、キュゥべえから魔女化の説明を受けた鈴音は戦闘後、魔法少女たちの殲滅を決意するが、華々莉の記憶操作の罠に気づくことはなかった。
魔女化華々莉
日向華々莉が魔女化した存在。絵本に跨った道化師のような姿をしている。周囲を漂う絵本から放たれるインクのような物体を利用した縦横無尽でかつ変幻自在な攻撃を得意とするほか、相手を体内に取り込んで精神攻撃を行うことも可能。魔女のような部分は影であり、絵本の部分が本体。
鈴音を追い詰め、茉莉を自分の体内に取り込むが、鈴音が念じて得た椿の能力“桜花”によって倒され、取り込んだ茉莉を吐き出した。

## マギアレコード 魔法少女まどか☆マギカ外伝に登場するキャラクター
ここでは主に同作品のゲーム版・アニメ版に登場する、オリジナルのメインキャラクターのみ記載する。

### チームみかづき荘
環 いろは（たまき いろは）
声 - 麻倉もも
本作品の主人公。中学3年生の15歳。繰り返し見る不思議な「夢」の真相を確かめるために新興都市・神浜市を訪れ、そこで「夢」に出てくる少女が自身の妹「環うい」であることと、自身がその存在を忘れてしまっていたことに気づき、ういと再会することを目的として行動する。
作品の開始時は神浜市に隣接する宝崎市にて家族4人（両親・いろは・うい）で暮らしていたが、両親の仕事の都合で神浜市立大学附属学校中等部への転校と一人暮らしが決まり、やちよの家である「みかづき荘」へと下宿することになる。
第1部終了後は、神浜市の魔法少女たちによる「神浜マギアユニオン」の中心人物の一人として活動している。
同作の主要登場人物の中では唯一誕生日が設定されており、8月22日となっている。
七海 やちよ（ななみ やちよ）
声 - 雨宮天
神浜市立大学に通う19歳の女子大生・モデル。神浜で活動する魔法少女のなかでもかなりの古株であり、高い実力を持つ。当初は神浜に訪れたいろはのことを「ここで生きていくには力不足」として追い返そうとしていたが、後にその実力を認めて半ばチームとして活動するようになり、自宅である元下宿「みかづき荘」を下宿先として提供する。
深月 フェリシア（みつき フェリシア）
声 - 佐倉綾音
中央学園中等部に通う中学1年生の13歳。傭兵を生業としている魔法少女で、好きな少年漫画の影響でやや乱暴な言葉づかいをする。粗野で自制の利かない性格と良心に欠ける言動が目立つことから、傭兵としての評判は芳しくない。いろはたちと共に「うわさ」と呼ばれる現象を解決したあと、みかづき荘に下宿するようになる。
由比 鶴乃（ゆい つるの）
声 - 夏川椎菜
神浜市立大学附属学校高等部に通う高校生の17歳。実家が営む中華料理店「万々歳」の看板娘として配膳や出前の仕事をしながら、「最強の魔法少女」になることを目指して活動している。
二葉 さな（ふたば さな）
声 - 小倉唯
水名女学園中等部に通う14歳の中学2年生。契約時の願いによって「透明な存在」となり、魔法少女以外からは認知されなくなってしまった魔法少女。「うわさ」の結界内に自ら望んで身をおいていたが、その結界の主である「ウワサ」と呼ばれる存在に諭されて、いろはたちと共に外の世界へと戻る。以後は問題を抱えていた実家とは決別し、やちよの家に下宿するようになる。
環 うい（たまき うい）
声 - 石見舞菜香
いろはの妹で第1部のキーパーソン。11歳の小学5年生。以前は何らかの病を患って入院していたが、いろはが魔法少女になった際にういの回復を願ったことで回復する。第1部開始時ではその存在が無くなっていたことが物語の始まりとなる。
第1部終了後、姉とともにみかづき荘に下宿し神浜市立大学附属学校小等部へ通うようになり、あわせて魔法少女としても姉たちと行動を共にする。

### ももこたちのチーム
十咎 ももこ（とがめ ももこ）
声 - 小松未可子
神浜市立大学附属学校高等部に通う高校1年生の16歳。面倒見のよい姉御肌の少女で、いろはに対しても親身に接する。過去にはやちよ・鶴乃と組んで行動していたが、とある出来事がきっかけで離別し、現在はレナ・かえでとの3人チームを組んでいる。
秋野 かえで（あきの かえで）
声 - 大橋彩香
神浜市立大学附属学校中等部に通う中学2年生の14歳。ももこ・レナとチームを組んで活動している。勝ち気なレナとは些細なことでしょっちゅう喧嘩が起き、その度にももこに仲裁されている。
水波 レナ（みなみ レナ）
声 - 石原夏織
神浜市立大学附属学校中等部に通う中学3年生の15歳。ももこ・かえでとチームを組んで行動している。我が強く、弱気なかえでに対してはキツく当たりがちだが、内心ではももこ共々大切に思っている。固有魔法として変身能力を持っており、これを利用してういの捜索にも協力する。

### 時女一族
時女 静香（ときめ しずか）
声 - 内田秀
霧峰村の山奥深い世間とは隔絶された集落に住む「時女一族」の本家出身の魔法少女。「日の本の平和のために戦う巫（かんなぎ）」という一族の矜持をそのまま自らの信念としている。その一方で集落を出ずに育ったこともあり、都会である神浜市の文明に慣れないなど、世間知らずな一面も持つ。
広江 ちはる（ひろえ ちはる）
声 - 相良茉優
時女一族の集落の神官である神子柴家の末裔。元々は松宮市で一族と関わりなく過ごしていたが、ある日呼び出され魔法少女となった。探偵ものなどドラマや小説が好きなこともあり、一族に属する一人として正義のために戦う使命に燃えており、願いの影響で悪意を嗅覚として感じとる能力を持つ。
土岐 すなお（とき すなお）
声 - 大西亜玖璃
霧峰村の麓に暮らす、時女一族の分家出身の少女。以前は一族の命により集落の掟に背いた魔法少女たちを暗殺していたが、現在は一族のため静香・ちはると行動を共にしつつ、過去の過ちを清算するため集落の世話役ともなっている。

### プロミストブラッド
紅晴 結菜（くれは ゆな）
声 - 涼本あきほ
二木市の魔法少女集団「プロミストブラッド」のリーダーで、中核メンバーである義理の三姉妹の「長女」。虎屋町学園高等部に通う高校1年生にして生徒会長を務める。以前は虎屋町地区の魔法少女のリーダーとして魔法少女間の抗争を繰り広げてきた。その抗争の原因が神浜市にあると復讐を決意する。
大庭 樹里（おおば じゅり）
声 - 松本花雪
プロミストブラッドの三姉妹の「次女」。竜ヶ崎地区の魔法少女のリーダーとして結菜たちと戦いを繰り広げてきたが、結菜に敗れてからは彼女の復讐に協力することになる。短気な性格で喧嘩っ早いが、面倒見も良い一面もある。
笠音 アオ（かさね アオ）
声 - 天野聡美
プロミストブラッドの三姉妹の「三女」。蛇の宮を拠点に、他の魔法少女に搾取される若い魔法少女たちのリーダーとして動いていたが、現在はその明晰さから、参謀として結菜たちに助言することが多い。
煌里 ひかる（きらり ひかる）
声 - 和泉風花
プロミストブラッドの三姉妹の従者で、元々は結菜の腹心として命令を忠実に守って行動しており、現在も三姉妹をサポートする。

### ネオマギウス
藍家 ひめな（あいか ひめな）
声 - 首藤志奈
ネオマギウスのリーダー。神浜市の隣町出身で、アレクサンドラから魔法少女至上主義の話を聞かされ興味を持ち、人出が少ないグループに加わった方が天辺に登れると加わり、その後時雨やはぐむに代わりグループを率いる。
宮尾 時雨（みやび しぐれ）
声 - 鬼頭明里
元はマギウスの翼の黒羽根だった魔法少女。周囲から見下され劣等感を抱いており、マギウスの翼に加わってからは魔法少女至上主義に傾倒、組織壊滅後同僚だったはぐむとネオマギウスを興す。
安積 はぐむ（あずみ はぐむ）
声 - 高柳知葉
時雨同様に元はマギウスの翼の黒羽根だった魔法少女。失敗続きで周囲から馬鹿にされていることからやはり劣等感を抱いており、時雨とともに魔法少女至上主義を実現させるべく行動を起こす。
神楽 燦（かぐら さん）
声 - ファイルーズあい
ネオマギウスの白羽根で、マギウスの翼時代は羽根たちの教官になっていた実力者。宝崎市光塚地区の出身で、地元の祭りの存続のため魔法少女になった経緯があり、現在もそれを実現させるため人々の上に立とうと考えている。
遊狩 ミユリ（ゆかり ミユリ）
声 - 飯田ヒカル
ネオマギウスの黒羽根。燦とは同じ宝崎市光塚地区の出身で、マギウスの翼時代から戦闘時のパートナーとして共に行動している。

### 午前0時のフォークロア
氷室 ラビ（ひむろ ラビ）
声 - 指出毬亜
湯国市の魔法少女。魔法少女の存在を一般に知ってもらおうと旭やアレクサンドラと共に行動を起こしたが、これが元で市内に様々な被害をもたらす結果となり、「魔法少女は救われない」という諦念を持つようになる。現在は神浜市での戦いを傍観しつつ、世話になった里見太助への恩義から、彼の娘である那由他の使用人となっている。
三浦 旭（みうら あさひ）
声 - 入江麻衣子
湯国市の魔法少女で、時女一族の分家が住む朱鷺集落出身。出自の経緯もあり、静香たちの動向を見守るため一族のグループに潜伏していた。
栗栖 アレクサンドラ（くるす アレクサンドラ）
声 - 早瀬莉花
湯国市の魔法少女。愛称はサーシャ。友人であるひめなにネオマギウスや魔法少女至上主義を教え、自らも戦いの成り行きを見守るため所属していた。
有愛 うらら（ゆめ うらら）
声 - 丸岡和佳奈
湯国市では有名な大道芸人だった少女。ラビたちに救われ、またキュゥべえに目を付けられたことから魔法少女の存在を知る。魔法少女になった後に二木市に転居し、プロミストブラッドに加わりグループの動向を見ていた。

### ピュエラケア
リヴィア・メディロス
声 - 黒木ほの香
旅する調整屋グループピュエラケアの調整屋のリーダーで、八雲みたまの師にあたる。どの魔法少女に対しても中立である事を是とし、神浜市に拠点を設けた現在もそれを貫いている。
篠目 ヨヅル（ささめ ヨヅル）
声 - 若松来海
ピュエラケアの調整屋の少女。礼儀正しい性格だが、契約が元で人に対する優しさを欠いているため、師であるリヴィアの教えを尊重し、普段から優しくする方法をメモに書き記している。
佐和 月出里（さわ すだち）
声 - 汐入あすか
ピュエラケアの一員である少女。調整屋としては自他共に認める未熟さで、日々勉強している。かつて巻き込まれた事件が元で失声症になっている。

### その他のキャラクター
黒江（くろえ）
声 - 花澤香菜
テレビアニメ版オリジナルキャラクター。宝崎市に住む魔法少女で、いろはとは共に魔女と戦ったり情報交換を行う。軽い気持ちで願ったことで魔法少女になったもの、命がけで戦うことに恐れを抱くようになり、このような状況から解放されたいと思った矢先、「神浜市に行けば魔法少女は救われる」という噂を聞き、以降神浜市に執着するようになる。
小さいキュゥべえ
声 - 加藤英美里
神浜市でいろはが出会った小さい謎のキュゥべえ。
佐鳥 かごめ（さとり かごめ）
声 - 高尾奏音
第2部のキーパーソンとなる少女。かつていろはに魔女の結界で助けられたことから、魔法少女のことを人々に伝えようとするため、取材を続けている。内気で口下手なため、ぬいぐるみの「アルちゃん」を通じて腹話術で想いを代弁させている。
里見 那由他（さとみ なゆた）
声 - 春花らん
かつてのマギウスの一人・里見灯花の従姉妹。宝崎市に住んでいたが、転居した神浜市でラビと共に生活しながら、少ない手がかりを頼りに失踪した民俗学者の父・太助の行方を探している。
愛生 まばゆ（あき まばゆ）
声 - 早見沙織
「魔法少女まどか☆マギカ scene0」におけるキーパーソンとなる魔法少女。見滝原中学校の3年生で、マミとはクラスメイト。ほむらの能力による時間停止・時間遡行に巻き込まれるようになり、その過程で自分が魔法少女だったことを知らされる。最初は傍観者の立場だったが、まどかたちの過酷な運命を知るにつれ積極的に関わることになる。

## 非-魔法少女に登場するキャラクター
霧羽こさね
本作品の主人公。「認知革命」について研究している24歳の大学院生の女性。
ズボラな性格で、銃に見立てた指を眉間に当てて撃つ遊びを毎朝続けている。
魂を持たないため魔法少女になれないほか、脳の代わりにキュゥべえの細胞と同じ性質を持つ首元の腫瘍で思考しているというイレギュラーな存在。
霧羽えるな
こさねの双子の妹。
こさねが生まれる前に死亡しており、幼少期のこさねのイマジナリーフレンドであった。
クァール
黒いローブを纏った旧人類（ホモ・サピエンス）の魔法少女。
一人称は「おれ」で、二刀流の刀を武器とする。
八十万年後の未来の世界で、魔法少女人類（ホモ・マギカ）と戦い続けている。